# 黃石國家公園
黃石国家公园（简称黄石公园）是美国第一个国家公园。主要位于怀俄明州，部分位于蒙大拿州和爱达荷州，于1872年3月1日美国总统格兰特签署国会通过的法案后建立，是世界上第一座国家公园。黄石公园以其丰富的野生动物种类和地热资源闻名，老忠實間歇泉更是其中最富盛名的景点之一。公园中有着多种类型的生态系统，其中以亚高山带森林为主。

## 背景
美洲原住民已经在黄石公园地区生活了至少1万1千年，19世纪早期的刘易斯与克拉克远征也绕过了这一区域。对该地区的有组织的勘探活动直到1860年代末才开始出现，此前只有一些选择在野外捕猎和居住的山地人在19世纪早期到中叶曾偶尔进入。美国陆军在公园刚刚建立后就受委托对其进行监管。1917年後，公园的管理工作移交给了之前一年刚刚成立的美国国家公园管理局。园中有数以百计因其建筑学和历史学意义而保护起来的建筑物，研究人员已经发现了超过1000个考古遗迹。
黄石国家公园占地面积约为8983平方千米，其中包括湖泊、峡谷、河流和山脉。公园内最大的湖泊是位于黄石火山中心的黄石湖，是整个北美地区最大的高海拔湖泊之一。黄石火山是北美最大且仍处于活跃状态的超级火山，在过去两百万年中它曾数次以巨大的力量爆发。喷出的熔岩和火山灰也覆盖了公园内的绝大部分地区。得益于其持续的活跃状态，世界上的地热资源有半数位于黄石公园地区。黄石公园也是大黄石生态系统的核心所在，这是北温带地区现存最大且仍然近乎完好的自然生态系统。
公园内有记录的哺乳动物、 鸟类、鱼类和爬行动物有数百种之多，其中包括多种濒危或受威胁物种，广袤的森林和草原中同样存有多种独特的植物。黄石公园是美国本土最大和最著名的巨型动物居住地。公园中有灰熊、狼、美洲野牛和加拿大马鹿的栖息地。黄石公园野牛群是美国最古老和最大的野牛群。公园内每年都会发生山火，其中最大的一次是1988年黄石公园大火，公园内近三分之一的面积被烧毁。黄石公园也是休闲娱乐的好去处，园内可进行远足、露营、划船、钓鱼、度假和观光等活动。沿着园内铺设的道路可以就近接触到主要的地热区域以及一些湖泊和瀑布。冬天，游客们则往往会在导游指引下乘坐雪上摩托车等冰上交通工具来造访公园。

## 历史
黄石公园因位于黄石河的源头而得名。18世纪末，一群法裔加拿大的捕猎人将这条河命名为“Roche Jaune”（法语，意为“黄色的岩石”），这可能是翻译希达察人对这条河的称呼“Mi tsi a-da-zi”。之后，美国的捕猎人又将之翻译为英语。尽管美洲原住民的命名来源至今仍然没有定论，人们还是普遍认为这是因为黄石大峡谷黄色的石头。

1904年的详细写生地图

从美洲土著居民首先开始在这一地区狩猎和捕鱼开始，黄石公园的人类活动历史至少已经有1万1千年。1950年代蒙大拿州加德纳邮局建设期间，人们找到了一个约1万1千年前克洛维斯的黑曜石投矛尖。其後，人们在公园内发现了大量克洛维斯古印第安人制作的黑曜石刀具和武器。而用黄石黑曜石所制作的箭头也在密西西比谷发现，这说明当时的本地部落和远在东部的一些部落间已经有了固定的黑曜石交易活动。等到白人探险家们于1805年的刘易斯与克拉克远征中首度进入这一地区时，他们遇到了内兹佩尔塞人、克罗印第安人和肖松尼人的部落。虽然远征队成员们在通过如今的蒙大拿州时被告知了黄石的南部地区，但是他们并没有对之进行调查。
1806年，刘易斯与克拉克远征队的一位成员约翰·库尔特退出了远征队加入了一队捕猎人中。1807年，他与其他捕猎者分开，于1807年冬至1808年穿过了之后成为公园组成部分的一片地区，并在公园的东北部接近托沃瀑布处发现了至少一个地热区域。
1809年，克罗印第安人与另一个名叫黑脚的部落间爆发了战争，库尔特也受了伤但幸免于难。之后他向人们描述了自己看到的这个“火与硫磺”之地，但大多数人对之嗤之以鼻，认为他精神错乱了，并且把这个他们认为是幻想出来的地方起了个绰号叫“库尔特的地狱”（Colter's Hell）。之后40年中，许多山地和捕兽人都报告发现“沸腾的泥浆”、“热气腾腾的河流”和“石化的树木”，但基本都被当成了神话故事。经过1856年的一次探索后，山地人吉姆·布里吉尔（Jim Bridger），也被认为是首位或第二位曾看到过大盐湖的欧洲移民）同样报告称发现了沸腾的泉水、喷泉，以及一座由玻璃和黄色的石头组成的山峰。但因他一向有“讲起故事来没完没了”的名声，这一说法也没有得到重视。
1859年，美国陆军测量员威廉·雷诺兹上尉开始对洛矶山脉进行一次为期两年的测量工作。在怀俄明州度过一个冬天后，1860年5月，他与包括博物学家费汀南德·凡德威尔·海登和导游吉姆·布里吉尔在内的小组打算从该州西北部的风河穿过两大洋高原的大陆分水岭。虽然有春天的大雪阻挠，但他们还是成功地达成了目标，从而成为首批有组织地进入黄石地区进行测量的人员。但南北战争的爆发让探索考察计划一度搁浅，直至1860年代后期才得以继续。

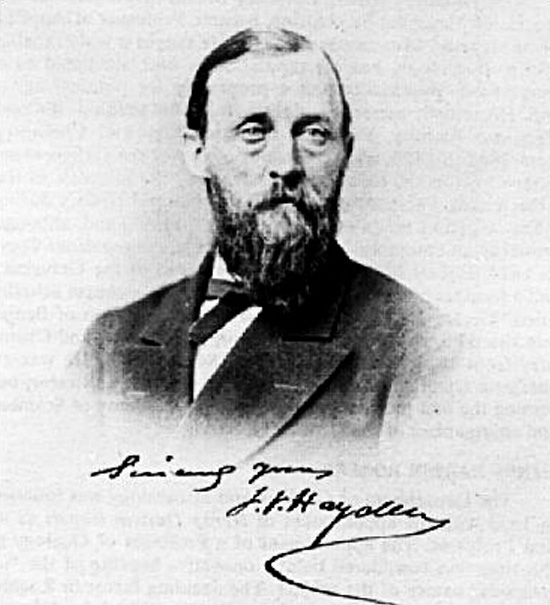
美国地质学家费汀南德·凡德威尔·海登说服国会将黄石地区设立为国家公园

黄石地区的首次详细考察发生在1869年。一支私人出资赞助的四人考察队顺着黄石河到达了黄石湖，并用日记将记录下来的信息进行报告，史称库克-富尔森-彼得森远征。1870年，一些蒙大拿州的居民组织了沃什伯恩-兰福德-多恩远征队，远征队由该州测量总监亨瑞·D·沃什伯恩领头，其他成员包括内森尼尔·P·兰福德（之后人称“国家公园兰福德”）和美国陆军骑兵队长格斯塔夫斯·切尼·唐恩等。
远征队花了约一个月的时间探索这一地区，采集标本，并为部分景点命名。队伍中一位名叫科纳柳斯·希杰斯（Cornelius Hedges）的蒙大拿作家兼律师提议将这一地区设立为一个国家公园来加以保护。他将自己的观察发现写成了多篇详细文章发表在1870-1871年的《海伦娜先驱报》（Helena Herald）上。1865年10月，之前曾表示这一地区应该受到保护的蒙大拿领域行政长官托马斯·弗朗西斯·米格也重述了希杰斯的意见。其它人也曾给出过类似的建议。1871年杰·库克在写给费汀南德·凡德威尔·海登博士的一封信中表示他的朋友，联邦众议员威廉·D·凯利也有向联邦国会提议“通过法案来将这一大片间歇泉盆地划为公园永久保留。”

### 公园创立

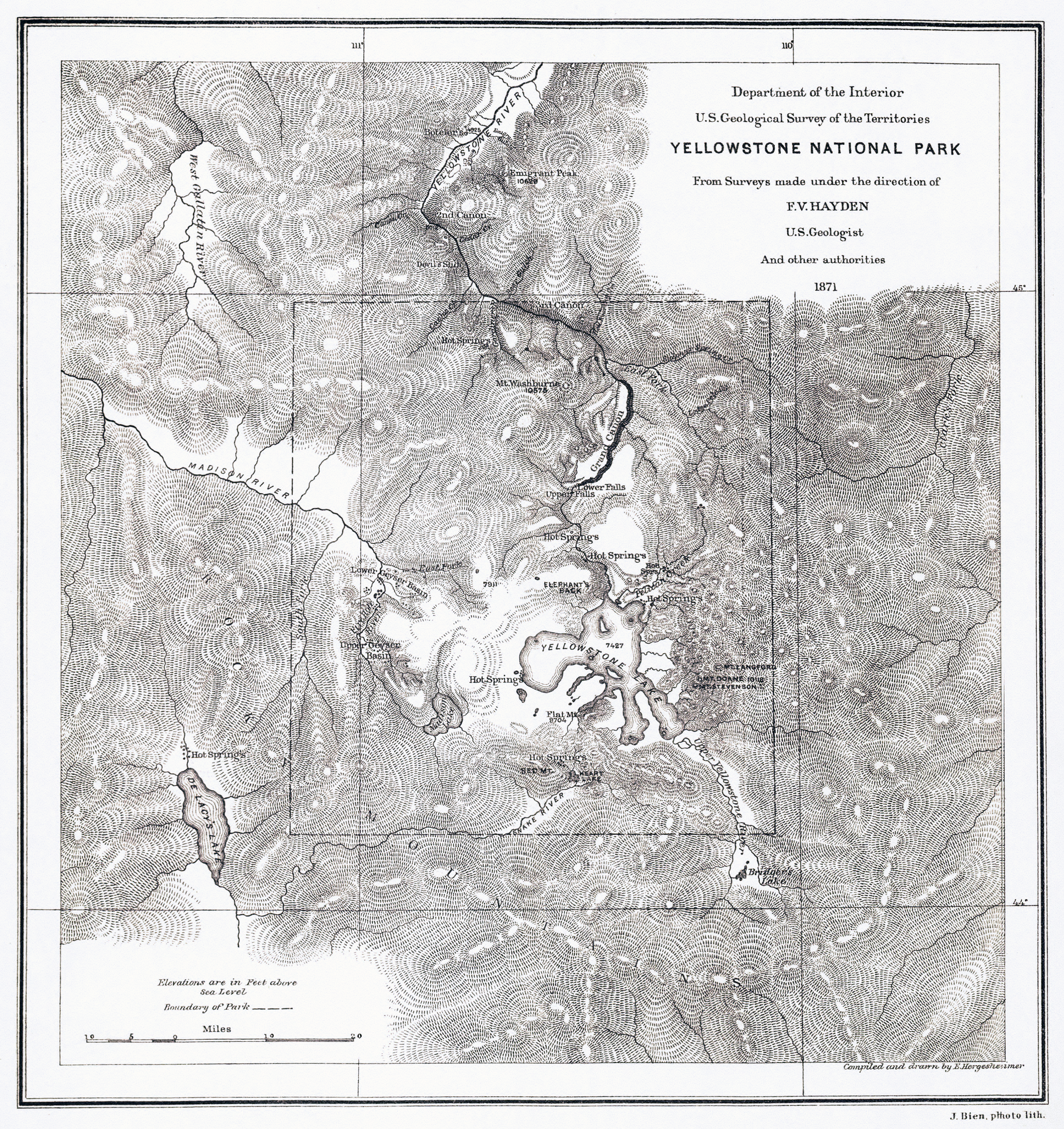
1871年费汀南德·凡德威尔·海登的黄石公园地图

1871年，首次尝试失败11年后，美国地质学家费汀南德·凡德威尔·海登博士在政府的赞助下终于开始了对这一地区进行探索的又一次尝试，这一次探索过程史称1871年海登地质勘测。他编写了一份黄石地区的全面报告，其中包括由威廉·亨瑞·杰克逊拍摄的大幅照片和托马斯·莫伦绘制的画。他的报告让联邦国会取消了将这一地区公开拍卖的计划。1872年3月1日，美国总统尤利西斯·辛普森·格兰特签署了《奉献法案》（“The Act of Dedication”），黄石国家公园由此正式创立。
海登虽然不是第一个想到在黄石地区创立公园的人，但却是其首位且最热心的倡导者。他表示“姑且不论这一地区能够给人类带来的利益和享受”，警告将会有人“把这些美丽的标本当成商品出售。”他也担心这一区域会面临与尼亚加拉大瀑布同样的命运，并得出结论这一地区应该“像空气和水一样免费”。他还在向公共用地委员会（Committee on Public Lands）提交的报告中总结道，如果建立国家公园的法案没有获得通过而成为法律，“这些有着非同一般好奇心和数千年积累狡诈技能的破坏者们现在正在等着进入这片神奇的土地，其一个季节的掠夺就将是无法恢复的。海登与他1871年斟测队的同僚们认识到，黄石是一笔价值无法衡量的巨大财富，并且会随着时间的推移而越来越稀有。他希望可以让其他人也看到并感受到这一点，之后铁路的通车和汽车的出现让这一愿望变成了现实。公园没有预留严格的生态目标，但其“游乐场地”的说法也绝非是要在此创建游乐园。海登对之的设想是建立一个类似英格兰、德国和瑞士所拥有的风景名胜区。

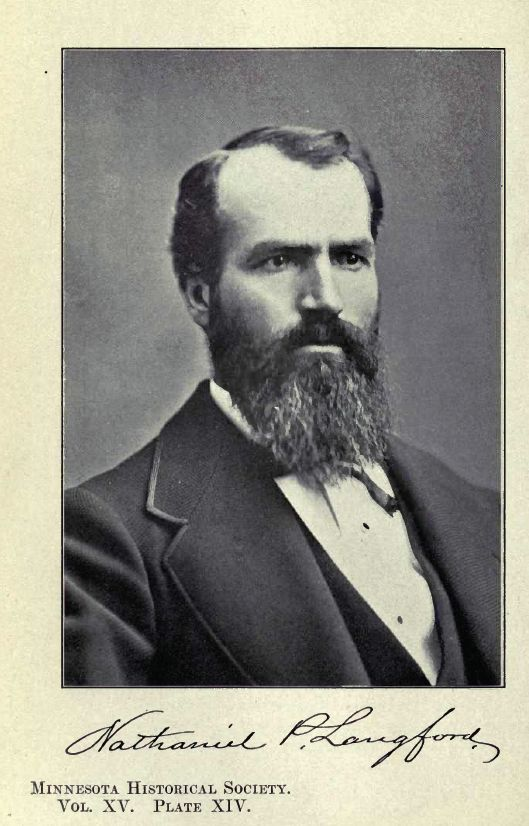
公园首位管理员内森尼尔·P·兰福德的画像，绘于1870年

黄石国家公园的建立早年受到了不少来自地方的反对：一些地区担心由于联邦政府严禁在公园范围内进行资源开发会导致其经济发展受限，部分企业家则主张缩小园区的占地规模以便可以采更多矿、狩猎和伐木等行业。蒙大拿州的国会议员曾多次提出议案要求取消其（州内的）联邦土地使用限制。
公园正式建立后，内森尼尔··兰福德于1872年被指派为公园的首任管理员。他在此服务了整整五年，期间不但没有任何资金和人员的帮助，甚至连薪水都没有。这也导致他为了谋生而没有多少时间来改善和保护公园，并且由于缺乏相关政策和法规，他也没有多少法律手段可以用来执行这类保护。这也让黄石公园的资源很容易受到偷猎者、破坏者及寻求其它资源不法分子的窃取。兰福德在1872年给美国内政部长的报告中提及了公园管理者所面临的实际问题，并且正确地预言黄石公园将成为一个主要的国际景点，政府应该继续对其进行监管。
1875年，曾奉乔治·阿姆斯特朗·卡斯特之命勘察黄石公园蒙大拿州境内区域的威廉·路德罗上校接到命令组织并带领一支考察队到蒙大拿州和新成立的黄石公园考察。他在之后的《黄石国家公园侦察报告》中汇报了所观察到对公园资源无法无天的开采行为。报告中还包括了其他队员如博物学家兼矿物学家乔治·伯德·格林内尔的信件和附件，其中记录了偷猎美洲野牛、黑尾鹿、加拿大马鹿和羚羊来获取皮革的行为。“在1874至1875年冬，（被猎杀的）加拿大马鹿数量众多，而美洲野牛和黑尾鹿的情况更为严重，估计至少有3000头，羚羊的情况也与之不相上下。”
在这样的情况下，兰福德于1877年被撤职。菲勒图斯·诺里斯在亲自穿越黄石地区并见证了公园的管理问题后自愿接替这一职位。联邦国会也终于同意拨出一小笔款项来支付其薪水并为公园的运作提供数额不多的资金。诺里斯使用这些资金拓宽了进入公园的道路，修建了多条柏油马路和其它设施。
1880年，哈瑞·杨特被任命为公园的看守来控制偷猎和破坏行为。他曾于1873年加入费汀南德·凡德威尔·海登的地质勘察队，之后又花过数年时间探索如今怀俄明州境内的山地和乡村:121-122。如今，他已经被视为是历史上的首位国家公园护林员，黄石河源头的杨特峰就是以其命名来纪念他:122。不过事实证明，这样的措施仍然不足以对公园进行保护，无论诺里斯还是其后3位管理者都没有足够的人力和资源来做到这一点。
北太平洋铁路在蒙大拿州的利文斯顿建立了一个火车站，于1880年代早期连通了公园的北方入口，这也让其游客的数量从1872年的300人增长到了1883年的5000人。这些早年的游客们需要面对状况欠佳的道路和有限的服务，而且大部分人都是骑马或乘坐驿站马车来进入公园。到了1908年时，不断增加的游客数量也吸引联合太平洋铁路连接了黄石西部地区。不过乘坐火车前来的游客在二战期间数量大幅下降，并且在1960年代完全消失，包括黄石铁路支线在内的大部分铁道都转换成了自然的小径。

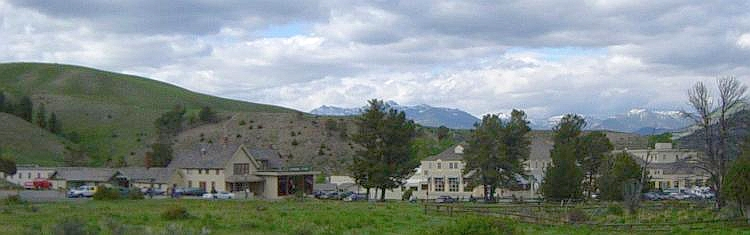
黄石堡，这里以前是美国陆军驻地，如今则成了公园总部

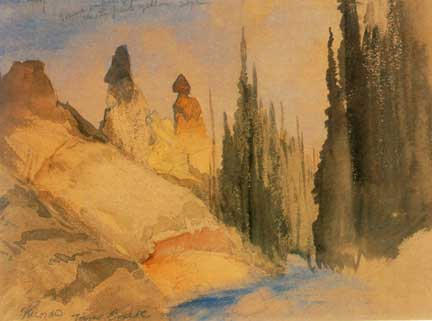
1871年海登地质勘测期间由托马斯·莫伦绘制的黄石托沃河

19世纪70-80年代美洲土著居民曾被排除在公园以外。一些部落已经季节性地使用黄石区域，但全年都会在这里生活的居民则只有西部被称为“吃羊人”（Sheepeaters）的肖松尼人。他们在1868年通过达成条约而让出了自己的土地离开，但保留了在黄石地区狩猎的权利。然而联邦政府从未批准这一条约，并且拒绝承认“吃羊人”或其他任何部落曾在黄石地区生活及其任何的权利要求。1877年8月下旬，约瑟夫酋长带领着约750名内兹佩尔塞人用13天时间穿越了黄石国家公园。他们受到美国陆军的追击并在双方都经历了惨重伤亡的大洞之战两星期后进入了国家公园。有些内兹佩尔塞人对其在公园内遇上的游客或其他人很友好，有些则相反。共有9位游客曾短暂被掳。虽然约瑟夫及其他酋长都命令不能让任何人受伤，但仍然有三人被杀害，数人受伤。之后在东部沿菲尔霍尔河一个分支到玛丽山后的下间歇泉盆地发生了遭遇战，这条小河至今仍被称为内兹佩尔塞溪。1878年，一组肖松尼人进入公园，这惊动了管理员菲勒图斯·诺里斯。在1879年吃羊印第安人战争的余波影响下，他建立了一个军事堡垒来防止美洲土著进入国家公园。
1886年，美国陆军到达猛犸温泉并建立了谢里登营，公园中持续不断的偷猎和破坏自然资源的行为才终于告一段落。之后22年中军队建起了永久性的工事，并将营地更名为黄石堡。有了足够的资金和人手后，军队制定了自己的政策和法规，来实现允许公众访问的同时又保护公园野生动物和自然资源的目标。当美国国家公园管理局于1916年建立时，许多由军队制订的管理原则都得到了新机构的采纳。1918年10月31日，军队将控制权移交给了国家公园管理局。

### 现代历史
时间进入1915年后，每年开始有一千辆汽车进入公园，这导致了他们与骑马或通过马车进入公园游客的冲突。几年后，公园内的道路开始禁止马匹或马车通过。
一个于罗斯福新政时期建立，旨在为青少年提供救援的机构平民保护军团在1933至1942年黄石公园设施的建设过程中扮演了非常重要的角色，其项目包括植物造林、许多公园内营地的开发和道路的修建，甚至还有消除火灾隐患及消防工作。这一机构建设了早期的大部分游客中心、露营地以及现存的公园道路系统。
第二次世界大战时期，游客数量大幅下挫，公园人手也被削减，许多设施年久失修。但到了1950年代，黄石和其它国家公园的游客人数大幅上扬。为了容纳日益增加的游客人数，国家公园管理局开始执行66号任务来扩建园区服务设施并将之现代化，这一任务计划在1966年完成，以纪念国家公园管理局成立50周年，其特点则是将传统的小木屋与现代建筑风格相融合，不过到了1980年代后期，黄石大部分建筑又恢复到了较为传统的设计风格。1988年黄石公园火灾对格兰特村造成了很大的破坏，之后重建的设施都使用了较传统的建筑风格，而峡谷村中于2006年开放的游客中心也同样沿用了更为传统的设计。
发生在黄石以西希伯根湖的1959年黄石地震对公园内的一些建筑造成了损坏。在公园西北部发现了新的间歇泉，而之前已有的许多温泉的水也变得混浊，这也是有记录以来发生在这一地区最强烈的地震。
1963年，经过公众对有关在黄石地区强制减少加拿大马鹿数量问题持续数年的争论，美国内政部长斯图尔特·乌道尔委任了一个咨询委员会来收集科学数据以向将来国家公园野生动物的管理提供建议。委员会在之后的里奥波德报告中指出，在其它国家公园的扑杀程序已被证明成效甚微，并建议对黄石的加拿大马鹿种群加以管理。
因山火而引起的1988年黄石公园大火中公园历史上最严重的一起火灾。约321,272公顷的公园土地面积（约占总陆地面积的36%）受到了这一火灾的影响，导致对其既有消防管理政策重新进行系统性的评估。1988年的火灾季节被认为并没有什么不同寻常之处，但7月中旬持续的炎热和干旱共同导致火灾的危险性发展到了极致。在被称为“黑色星期六”的1988年8月20日，强风导致火势迅速蔓延，超过61,000公顷的地区被烧毁。
公园內已经发现并记录了上千个考古遗迹和1106个历史建筑。这些黑曜石崖和另外5幢建筑已经被指定为美国国家历史名胜。黄石还于1976年10月26日被指定为国际生物圈保护区，1978年9月8日又被联合国教育科学文化组织指定为世界遗产，还于1995至2003年因旅游、野生动物感染和入侵物种等方面原因被列入濒危世界遗产列表。2010年6月1日，黄石国家公园成为了第二个美国美丽国家公园25美分纪念币上的国家公园（第一个是阿肯色州的温泉国家公园）。
2022年6月，由於暴雨引发了洪水和山体滑坡，使得黃石國家公園自1988年野火以来首次將公园5个入口全部关闭。6月22日，黃石國家公園重新開放。

### 遗产和研究中心
遗产和研究中心座落于蒙大拿州境内，接近公园的南部入口。该中心是黄石国家公园的博物馆收藏、档案馆、研究图书馆、历史学家和考古实验室以及植物标本馆的所在地。黄石国家公园档案馆保留了黄石地区和国家公园服务的历史记录，包括黄石的管理记录，主要项目记录，资源管理记录以及捐赠的手稿和个人文件等。档案馆也是国家档案和记录管理局的附属机构。

## 地理环境
黄石国家公园约96%的陆地面积位于怀俄明州境内，另外3%在蒙大拿州，1%在爱达荷州。从北到南距离有101千米，从东到西则为87千米，整个公园面积为898,317公顷，比罗德岛州或特拉华州都要大。公园内5%的面积为河流和湖泊，其中最大的黄石湖有35,220公顷。黄石湖最深处有120米，湖岸线长180千米，海拔高度约为2,357米，是整个北美高海拔地区最大的湖。公园中80%的陆地面积是森林，其余大部分是草原。
北美大陆分水岭斜穿过公园的西南地区，这个分水岭分隔了太平洋和大西洋间的水汽流通。公园约三分之一的部分位于分水岭西部，黄石和蛇河的源头虽然距离上很近但正好是在分水岭的两边。因此蛇河的水汽就向太平洋方向飘移，而黄石则经墨西哥湾飘向大西洋。
公园位于黄石高原之上，平均海拔2,400米。该高原几乎以整条中洛矶山脉为界，海拔范围从2,700米到3,400米。公园内的最高点是鹰峰（海拔3,462米），最低点则是瑞斯河沿线（海拔1,610米）。附近的其它山脉包括西北部的加拉廷山脉，北方的贝尔图斯山脉 ，东部的阿柏萨罗山脉、东南方向的提顿山脉和西部的麦迪逊山脉。整个黄石高原上最显眼的是海拔3,122米的沃什伯恩山。
黄石国家公园拥有世界上最大的石化森林之一，树木很久以前就被火山灰埋入地下并逐渐转化成矿物材料。这些火山灰和其他火山碎屑被认为是来自于园区本身。因为黄石实际上是一个超级火山的巨大陷落火山口。公园内有290个高度在4.6米以上的瀑布，其中最高的是94米的黄石瀑布。
公园内还有3个幽深的峡谷，他们是由过去64万年间河流冲刷黄石高原上的火山凝灰岩而形成。其中刘易斯河冲刷出了南部的刘易斯峡谷，黄石河则冲刷出了黄石大峡谷和北方的布莱克峡谷。

## 地质

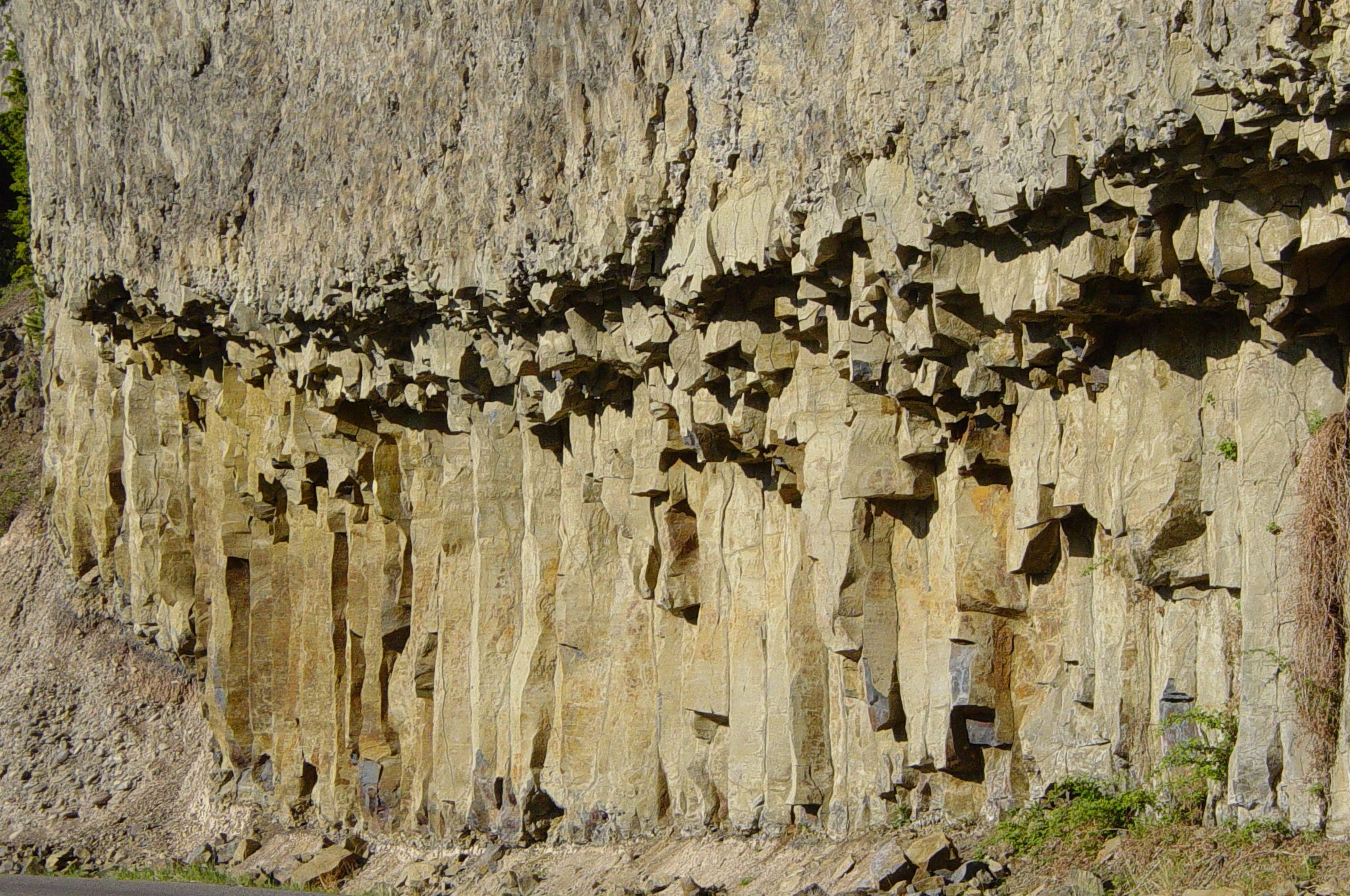
托沃瀑布附近的玄武岩

黄石地区是蛇河平原东北部的终点，并以一个巨大的U型圆弧一直延伸到爱达荷州博依西以西640千米。过去1700万年中北美洲板块因板块构造论中地幔对流的影响而不断漂移，最终黄石地区漂移到了这一个固定的热点上，现今黄石国家公园的景观正是其地壳下这一热点的最近表现。
黄石火山是北美最大的火山系统，并且由于其异常庞大的爆发力度而被称为“超级火山”。目前的陷落火山口是在至今约64万年前的一次灾难性的喷发中形成的，这次喷发释发了1000立方公里的火山灰、岩石和其它碎屑，其威力是1980年圣海伦火山爆发的1000倍。并产生了一个近1公里深，面积达72千米×45千米，沉积了大量石灰岩的陷落火山口。该火山已知最猛烈的一次爆发发生在210万年前，一共喷出了约2450立方公里的火山物质，并且创造出了帕克岛火山口。此外火山还于130万年前有过一次较小规模的爆发，喷出了280立方公里的火山物质并形成了亨利福克火山口。这三次爆发都释放了大量的火山灰覆盖了北美洲中部方圆数百英里的地区。大量的火山灰和有毒气体释放到大气中可能会对全世界的气象型态造成重大的影响并导致以北美地区为主一些生物种类的绝灭。

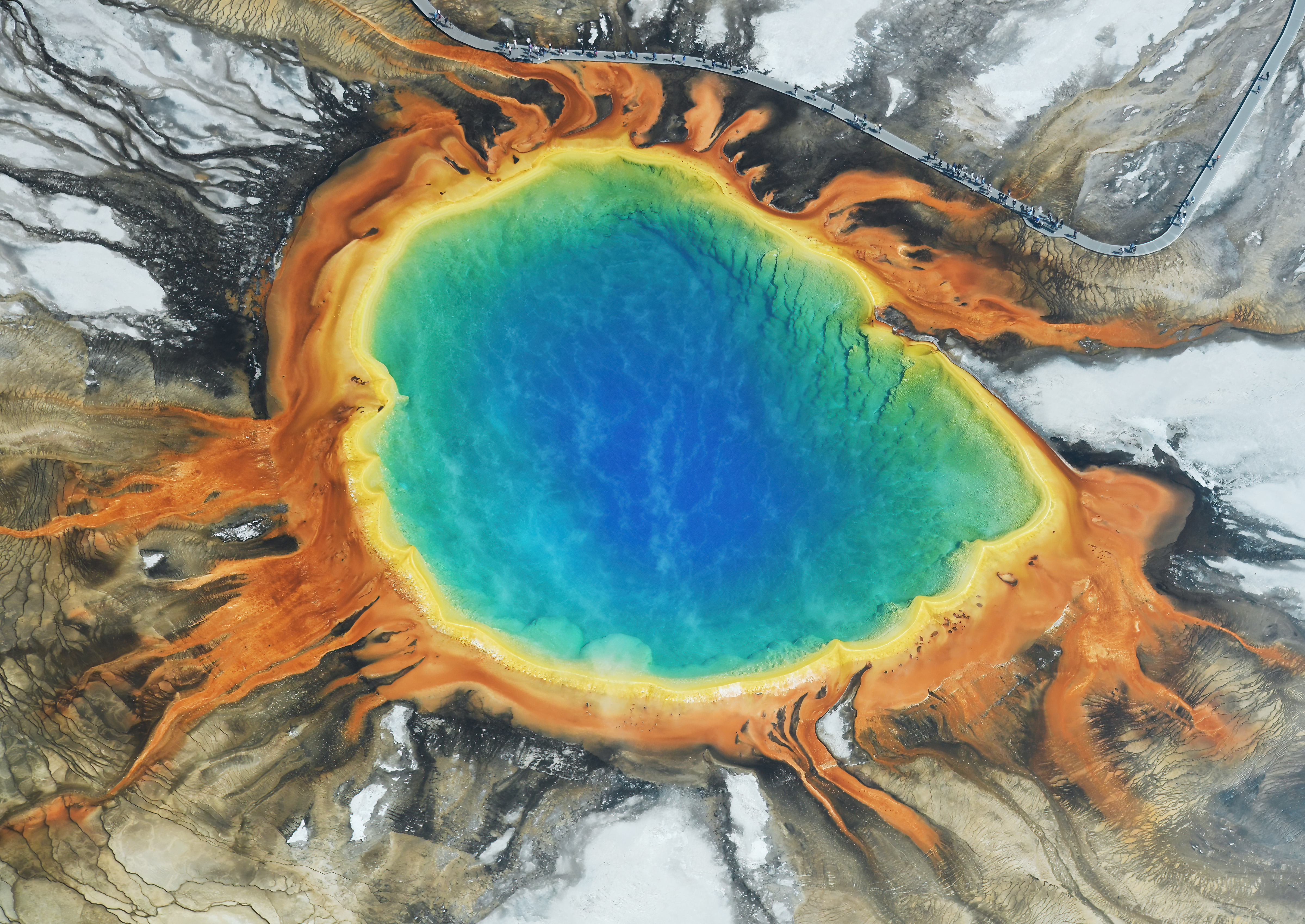
木制走道让游客可以接近大棱镜温泉

陷落火山口形成后的一次爆发发生在约16万年前，这一次形成了相对较小并包括如今黄石湖的陷落火山口。自上一次超级爆发后，从64万年至7万年前这段时间里，黄石火山口一带经历了一系列较小型爆发周期，逾八十次的爆发形成了目前遍布黄石火山口内的熔岩地表，包括黑曜石崖的流纹岩地表和吃羊人崖的玄武岩地表。黄石大峡谷是最容易看到熔岩地层的地方，这里的黄石河继续冲刷着古老的熔岩流。该峡谷是个典型的V形山谷，这也证明这里是由河道而非冰川侵蚀而形成。

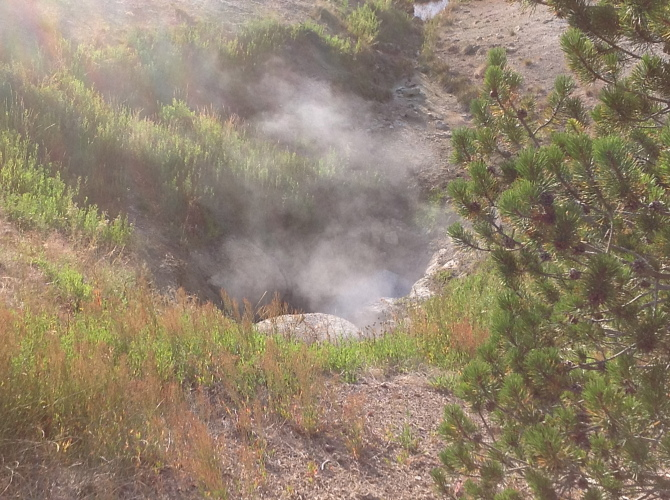
黄石公园的喷气孔

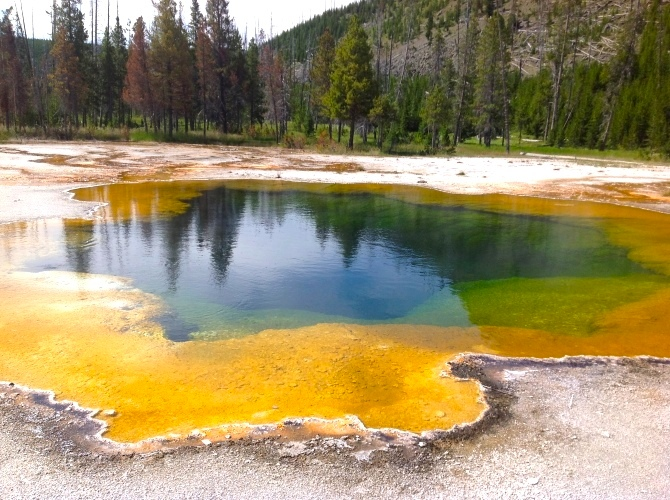
古菌生长使得牵牛花池色彩鲜艳

每一次爆发都有一个完整的周期，其高潮就是岩浆房内的熔岩部分流出后（因内部压力变小而导致）的坍塌。这一过程将形成一个被称为陷落火山口的塌陷地形，并通常会通过火山口周围的缝隙中释放出大量的火山物质和水蒸气。黄石地区过去3次灾难性大爆发的时间范围约从60万至80万年不等，但还不能根据这样少数的几次大爆发来对未来的火山活动作出较为准确的预测。

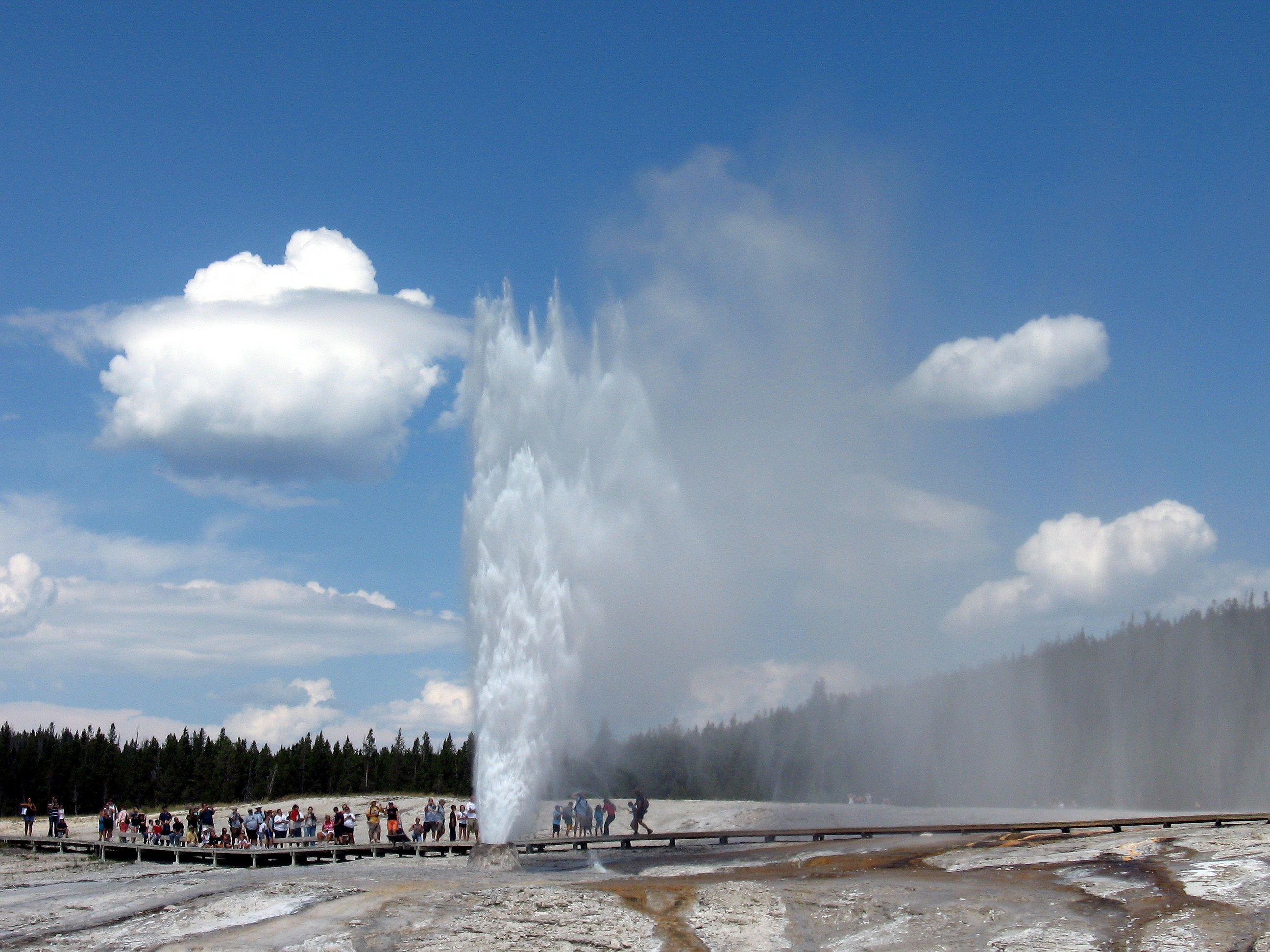
蜂巢间歇泉正在喷发

公园内或许也是世界上最著名的间歇泉就是位于上间歇泉盆地的老忠实间歇泉，同时城堡间歇泉、狮子间歇泉和蜂巢间歇泉也均位于这一盆地。世界上最大的活动间歇泉汽船间歇泉也位于公园境内。整个黄石拥有300个间歇泉及总计至少1万个地热点，全世界一半的地热点和三分之二的间歇泉都集中在黄石。
2001年5月，美国地质调查局、黄石国家公园和犹他大学创建了黄石火山观测站，一起合作对黄石高原火山区的地质活动进程进行长期监测，以传播有关这一地质运动活跃地区的潜在危险信息。

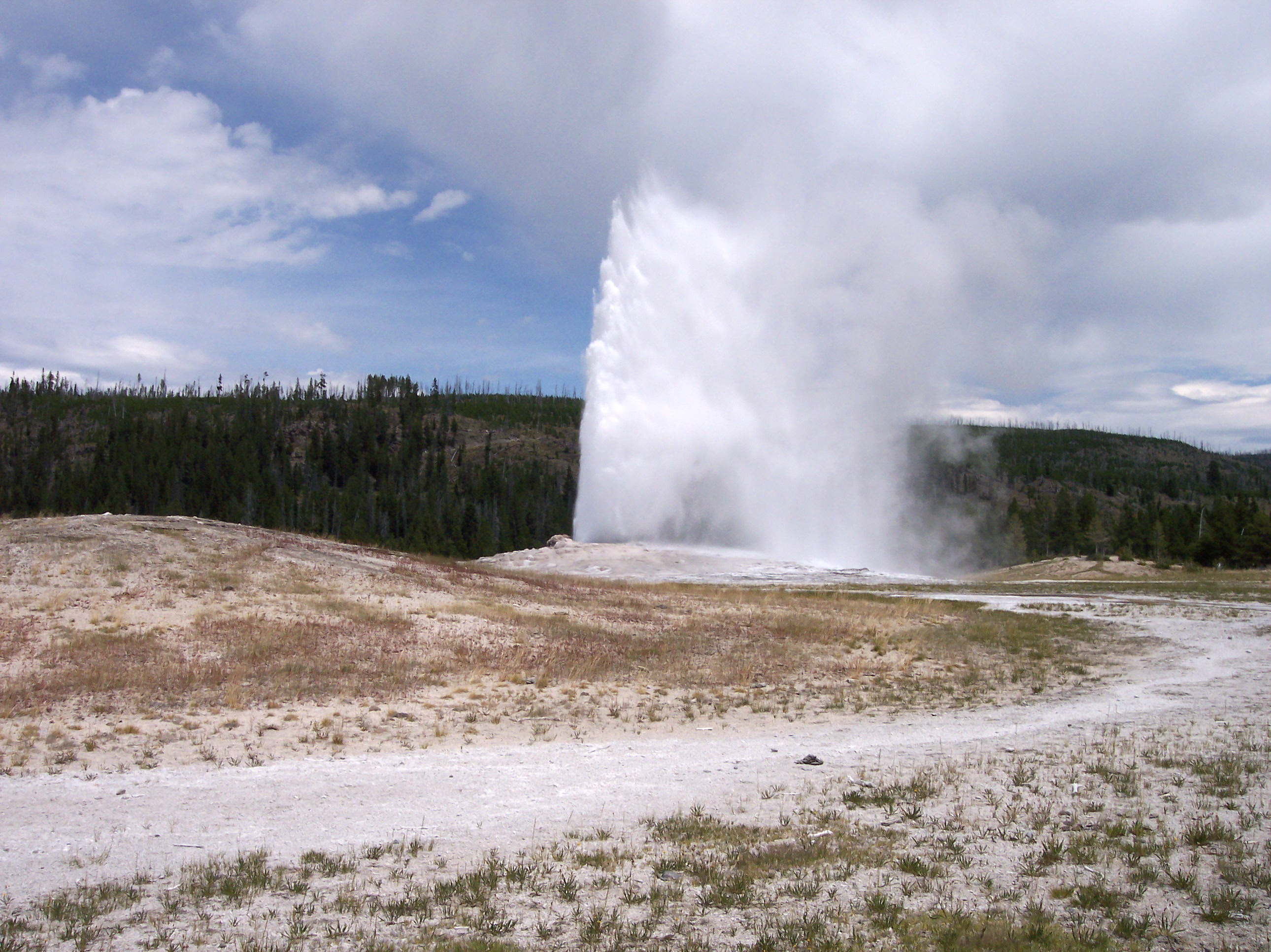
老忠实间歇泉大约每91分钟喷发一次

2003年，诺瑞斯间歇泉盆地的一些变化导致盆地内的部分道路暂时关闭。这里发现了一些新的火山喷气孔，一些间歇泉的活动性有所增强，温度也明显提高。部分间歇泉的水甚至热到直接转化为水蒸汽，并且水已经因变成过热液体而导致无法再正常涌出。此时恰逢美国地质调查局发布了一个多年研究项目的报告，报告反映黄石湖底的圆顶结构在过去一段时间中已经整体隆起了一段高度。研究还表明这些隆起并不会构成火山爆发的直接威胁，因为其有可能在非常长时间以前就发展起来了，并且在隆起部位的附近也没有发现温度升高的情况。
2004年3月10日，一位生物学家发现了5头显然被困在诺里斯间歇泉盆的野牛因季节性大气反转而吸入有毒地热气体死亡。紧接着在2004年4月，这里发生了频繁的地震活动。2006年，一份报告指出公园内的野鸭湖（Mallard Lake）和索尔溪（Sour Creek）地区从2004年中期开始至2006年以每年1.5至2.4英寸（3.8至6.1）的速度升高，这里也长期以来一直被示为地面运动显著地区。不过到了2007年后期，其升高的速率已经放缓。这类事件引起了大量媒体的关注和对该地区未来地质发展的猜测。专家也对此作出回应告知公众，在不久的将来火山爆发的风险增加。
2014年7月，黄石公园增强的地热活动使部分沥青路段熔化并损坏。虽说平时国家公园内也会有类似事情发生，但是这次比平时被地热损坏得更严重，路上到处是熔化后留下的地热喷气孔，公园部分旅游景点和道路关闭。

### 地震
黄石地区每年会经历数千次小型地震，不过几乎都是人们感觉不到的。历史上这里曾发生过6次矩震级在6或以上的地震，包括1959年发生在公园西北边界的一次7.5级，这次地震引发了严重的山崩，并导致希伯根湖的堤坝部分崩溃。山崩的沉积物顺流而下并将河流堵塞进而形成了一个堰塞湖，该湖即被称为地震湖。这场地震一共造成28人死亡，并对附近区域造成了重大的损失，地震也引起公园西北方面的部分间歇泉喷发，并从地面一些较大的裂缝中喷出蒸汽，部分温泉原本清澈的泉水也变得浑浊。1975年6月30日，公园还受到了一次矩震级6.1级的地震袭击，但这一次并没有造成什么损失。

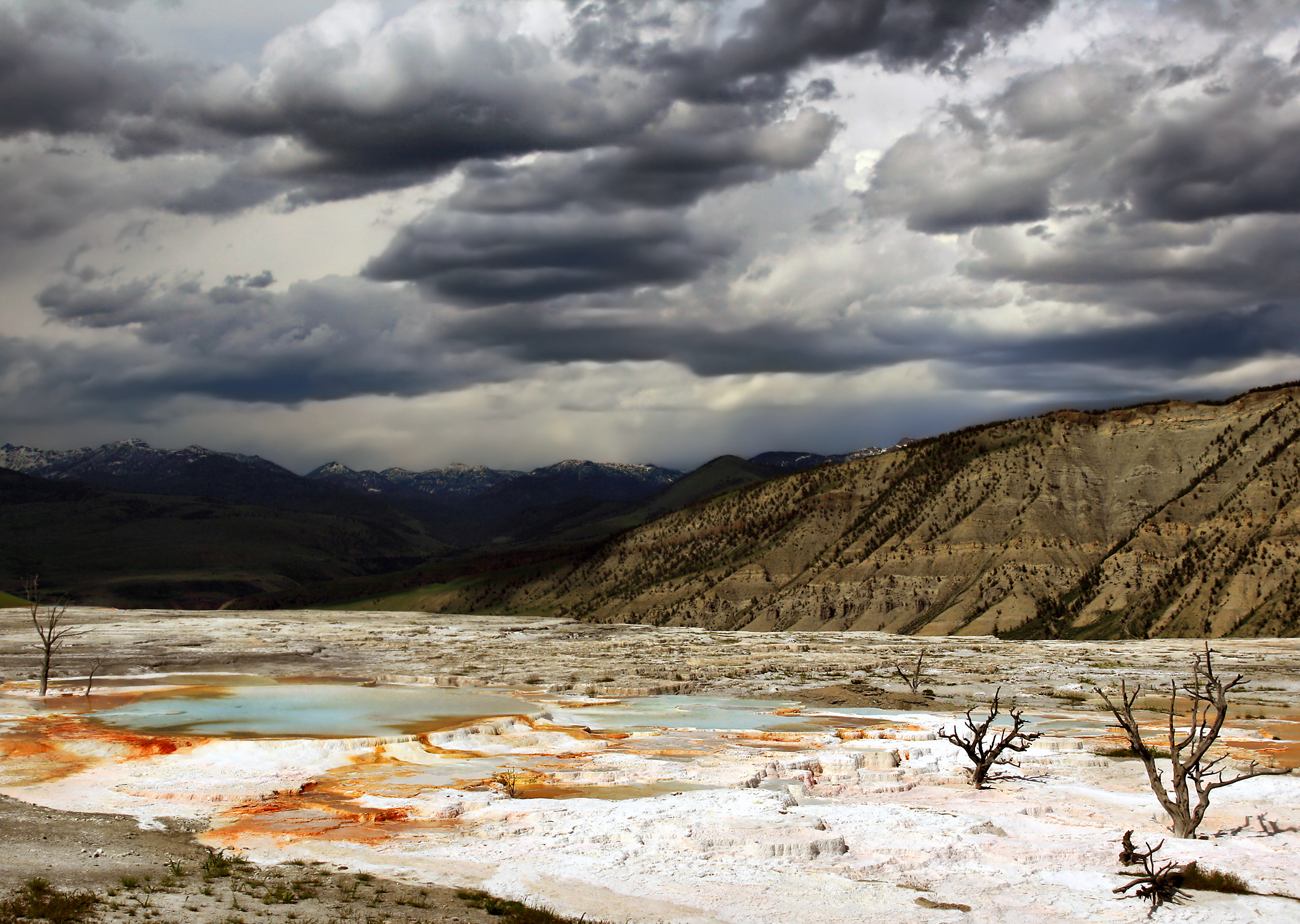
猛犸温泉

1985年的3个月中，公园的西北方向检测到了3000次轻微地震，这些地震被归类为一次群震，起因是黄石火山口的轻微下陷。从2007年4月30日开始后数天的时间里，黄石火山口发出了16次小型地震，其中震级最高为2.7。这样的群震事实上很常见，从1983至2008年已经发生过了70次这样的群震。2008年12月，黄石湖在4天的时间里一共发生了超过250次地震，测量到的最大震级为3.9。到了2010年1月，仅两天时间里就检测到了超过250次地震。地震活动仍然不断在黄石国家公园继续，美国地质调查局已经启动地震灾难计划每小时自动进行报告。

## 生物和生态
黄石国家公园是总面积两千万英亩（31250平方英里，80937平方千米）大黄石生态系统的核心。这一系统中还包括大蒂顿国家公园，邻近的国家森林和广阔的原野。这一生态系统是美国本土现存最大的，并且其中大部分都还保持着未经开发的原始形态。并且也被认为是世界上最完整的北半球温带生态系统（虽然这一区域大部分是山地而非温带，并且国家公园周围的国家森林也并不是完整无缺）。

### 植物群
公园内原生有超过1700种树木和其它维管植物，另外有约170种被认为属于外来物种。其中记录了8种松柏类植物，所有树林面积中有80%是黑松林。其他针叶林如高山冷杉、英格曼云杉、洛矶山脉花旗松和白皮松都在整个公园内发现了零散的小树林。截止2007年，白皮松受到了一种真菌引起的疱锈病威胁，不过这一情况基本局限于森林的北部和西部。与蒙大拿州西北部几乎全部都被这种真菌侵扰的情况相比，黄石只有约7%的白皮松受到影响。
颤杨和柳树是这里最常见的落叶植物。从20世纪初园内的杨树林有大幅度的减少，但最近已经有所恢复，俄勒冈州立大学的科学家认为这是因为狼群的重新引入改变了加拿大马鹿的生活习惯。
公园内已经确定有数十种开花植物，其中大部分在5月至9月间绽放。其中的黄石沙马鞭草是目前仅在黄石地区发现的一种开花植物。通常与其关系较为密切的物种都生存在更温暖的地区，这也让这儿的沙马鞭草更成了一个谜。这种罕见的植物大约有8000株生长在黄石湖畔的沙质土壤上。
在黄石的温泉中，数以万亿计的细菌组成各种千奇百怪形状的垫子，这些细菌是地球上最为原始的生命形态。蝇类和其它节肢动物就生活在这些的垫子上，甚至在严冬中也不例外。起初科学家们认为微生物只能从硫中获得营养，但2005年科罗拉多大学博尔德分校的研究人员发现至少有一些超嗜热物种也可以从氮分子中获得能量。
水生栖热菌是在黄石温泉中发现的一种细菌，该细菌能产生一种重要的Taq酶，可以用于在聚合酶链式反应过程中复制DNA。对这些细菌进行的检索也不会对现有的生态系统造成任何影响，科学家们也正在对黄石温泉内的其它细菌进行研究，希望可以找到多种疾病的治疗方法。
外来植物种类有时会因为消耗了有限的养分资源而威胁到本土物种，虽然最常见的外来物种一般都是在道路附近和主要景点之类人类经常造访的地区，但是也有部分传播到了较为偏远的地方。一般情况下，大部分外来物种都会直接从土壤中拔除或是喷涂药水杀灭，但这两种处理方法都既费时又昂贵。

### 动物群

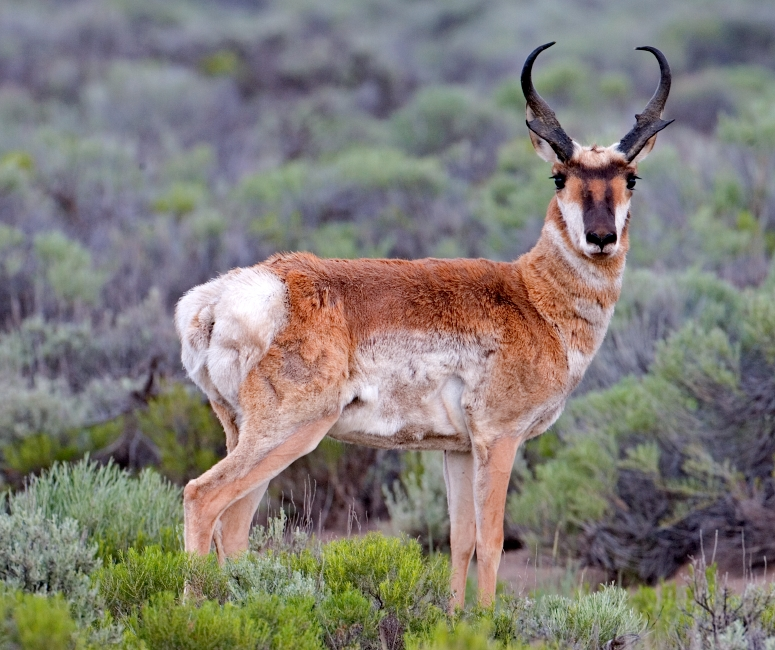
叉角羚在公园的草原上很常见

黄石被普遍认为是美国本土48个州中最好的巨群野生动物栖息地。公园内有近60种哺乳动物，包括狼，受威胁的猞猁和灰熊等。其它大型哺乳动物还包括美洲野牛、美洲黑熊、加拿大马鹿、驼鹿、骡鹿、白尾鹿、雪羊、叉角羚、大角羊和美洲狮。

站在一个温泉边上的美洲野牛

黄石公园野牛群是美国最大的美洲野牛群。一些牧场主担心野牛会将疾病传给他们饲养的牛，但实际上，大约一半的黄石公园野牛都曾暴露在感染可导致牛类流产的布鲁氏菌病环境下，但实践证明这一病菌对公园的野牛并没有什么影响，而且也从来没有过野牛传染疾病给家牛的病例报告。然而，动植物卫生检验署曾表示野牛“有可能是”怀俄明州和北达科他州牛类疾病传播的源头，加拿大马鹿同样可以携带这一病毒并传染给马和牛。北美野牛的数量曾一度达到3到6千万头，而如今的黄石公园则是它们最后的一个据点，其数量从1902年的少于50头已经增长到了2003年的4000头，并在2005年达到最高的4900头左右。但是虽然在2007年夏估计其数量还有4700头，但经过2008年的严冬数量已有所下降。其後一次充满争议的布鲁氏菌病控制行动中又有数百只野牛被宰杀，导致野牛数目急剧下降到了3000头左右。黄石公园野牛群被认为是整个北美最后的四个野外的纯种基因牛群之一，另外三个分别是犹他州的亨瑞山脉野牛群，以及位于南达科他州风穴国家公园和加拿大艾伯塔艾尔克岛的野牛群。

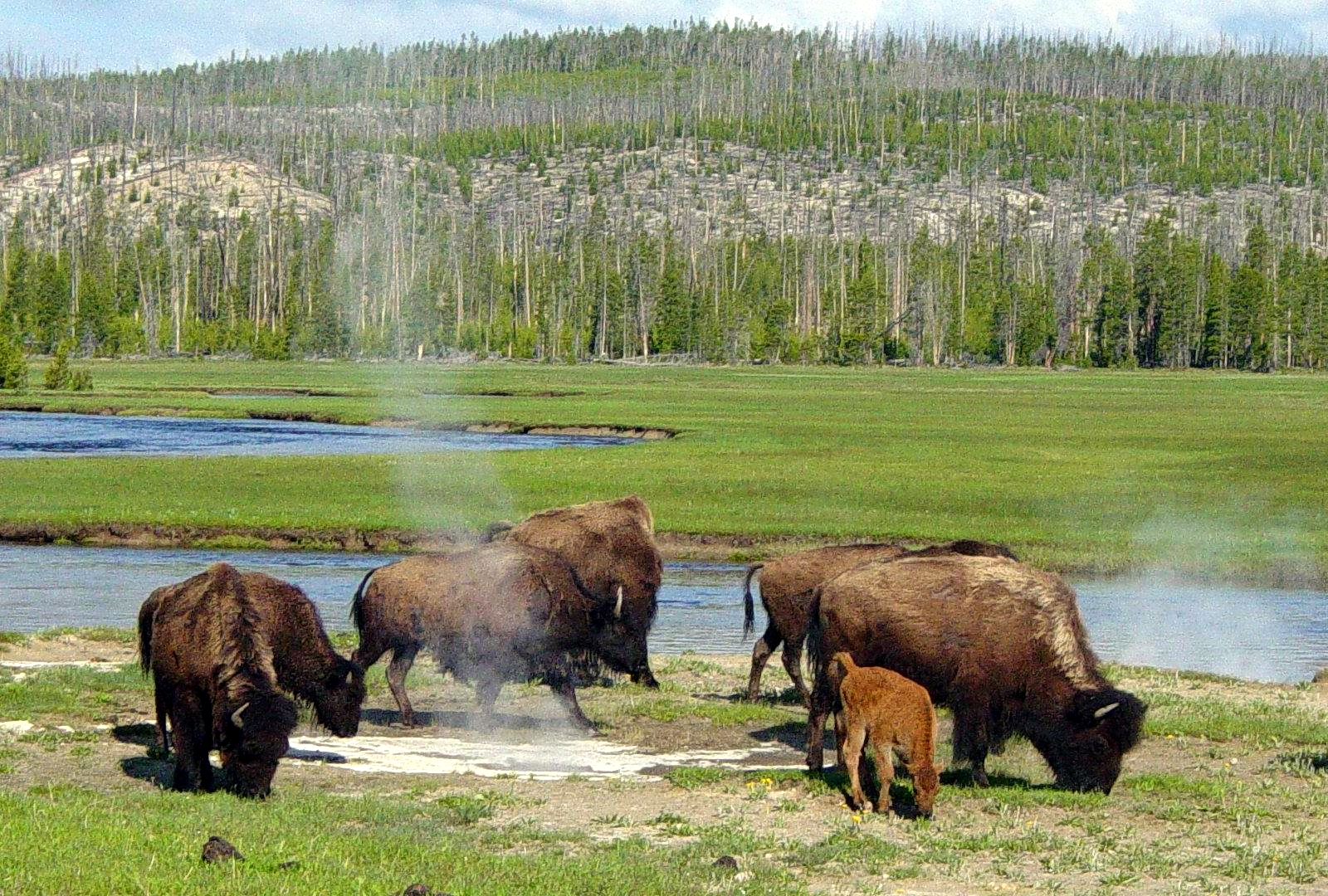
一群美洲野牛在一个温泉附近吃草

为了防范布鲁氏菌病的威胁，国家公园的工作人员经常骚扰那些冒险从边界外试图回到公园内的野牛，从1996至1997年年冬，有多达1079头野牛在被赶出公园后受到枪杀或是被送到屠宰场。动物权利活动家认为这一做法过于残酷，并且有关疾病传播的可能性也并不像一些牧场主所坚称的那么大。生态学家也指出，野牛只是季节性地前往大黄石生态系统中已经转换为放牧地区的区域中，这些区域有些位于国家森林的部分租给了私人牧场主。动植物卫生检验署表示通过接种疫苗和其它手段可以消除整个黄石公园野牛和加拿大马鹿的布鲁氏菌病威胁。
1914年起，为了保护公园内的加拿大马鹿数量，联邦国会拨款用于在公共土地上“摧毁狼群、草原犬鼠和其它会对农业及畜牧业造成损害的动物”。公园管理处的猎人们得到这样的命令后，截止1926年就宰杀了136匹狼，黄石地区的狼几乎完全绝迹。进一步的剿杀仍在继续，直至国家公园于1935年结束了这一做法。在1973年通过的濒危物种法案中，狼是其中第一种哺乳动物。在狼被人类从黄石清除出去后，郊狼取而代之成为公园内最高级别的犬齿类猎食动物。但是它们没有能力放倒大型的动物，缺少顶级猎食动物的后果就是巨型动物中的老弱病残开始显著增加。

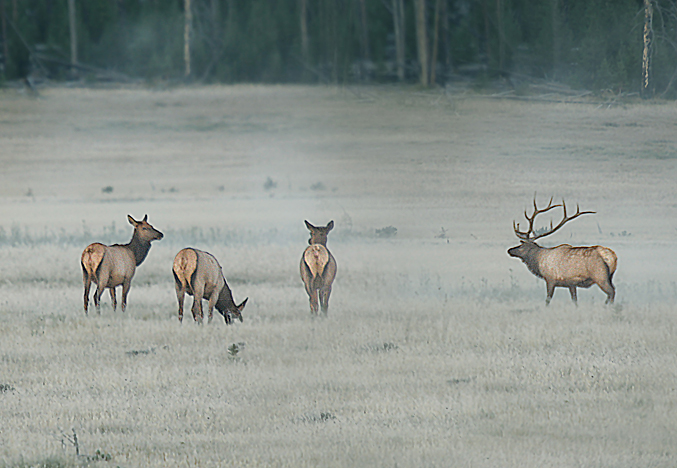
2010年秋季清晨的加拿大马鹿

1990年代，联邦政府终于扭转了对狼群的看法。负责监督受威胁或濒危物种的美国鱼类及野生动物管理局作出了一个有争议的决定，从加拿大进口麦肯锡河谷狼重新放养回公园中。事实证明这一举措是成功的，各种动物的数量也保持在一个相对稳定的状态。根据2005年进行的一项调查报告显示，整个大黄石生态系统一共发现有13群狼总计326匹，其中118匹在黄石公园境内。虽然公园内狼的数量要低于2004年的报告，但这有可能是由于狼迁移到了附近的其它地区，如蒙大拿州境内狼的数量就有较大幅度的增长。几乎所有记录到的狼都是1995-96年重新引进的66匹狼的后代，其在怀俄明州、蒙大拿州和爱达荷州数量恢复得如此迅速，以致于美国鱼类及野生动物管理局于2008年2月27日将北落基山狼从濒危物种名单中去除。

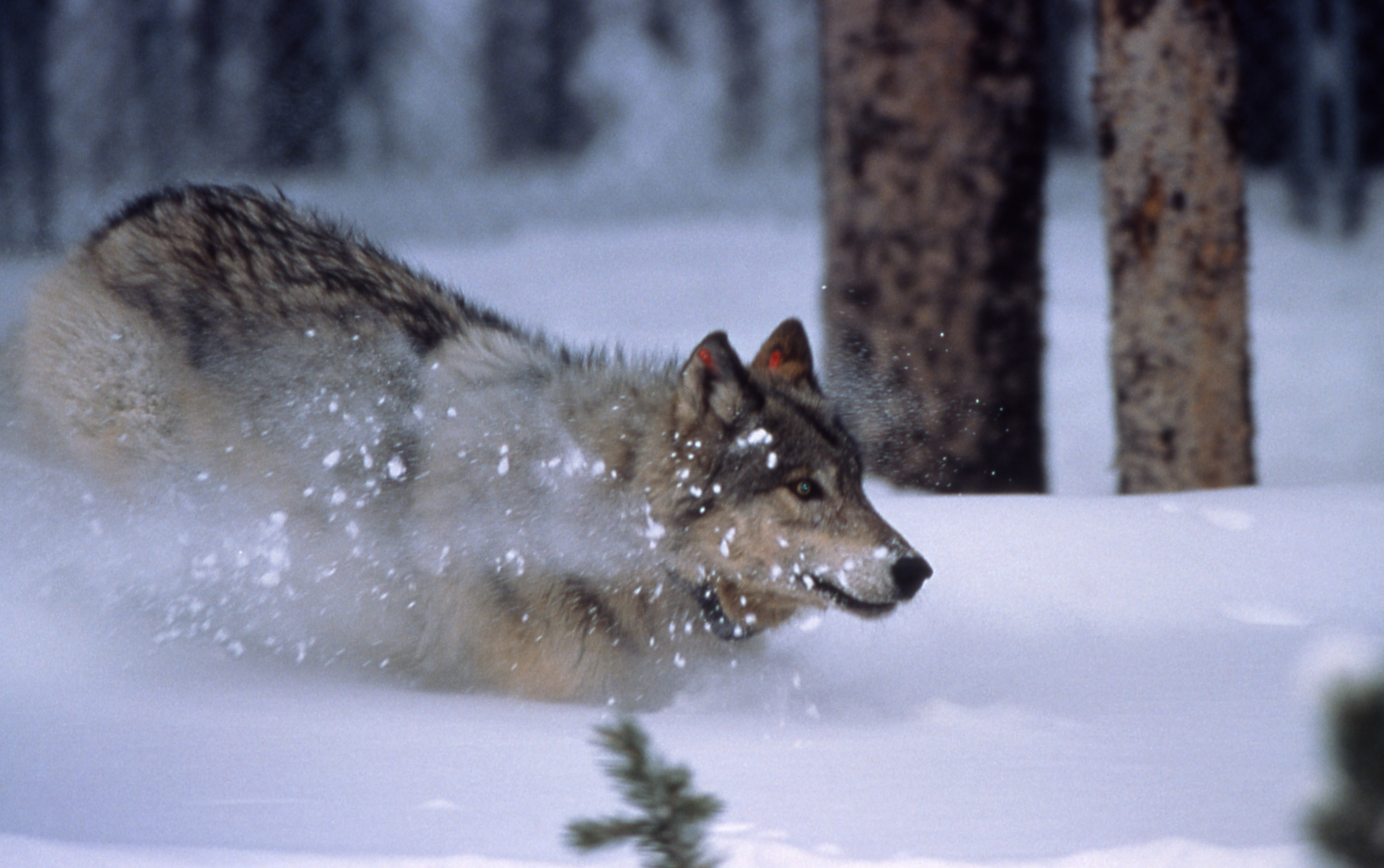
黄石国家公园的一匹重新引进的灰狼

大黄石生态系统内一共有约600头灰熊，其中超过一半生活在黄石公园境内。灰熊目前被列为是受威胁的物种，不过美国鱼类和野生动物管理局已经宣布打算将其从黄石区域的濒危物种名单上去除，不过对于其它这一物种数量尚未完全恢复的地区则仍然会予以保持。不过有反对者认为将其从保护名单上去除可能导致各州再次允许对其的猎杀活动，所以应当建立并落实更好的保护措施以确保其数量的持续增长。
黄石地区拥有超过3万头加拿大马鹿，是数量最多的大型哺乳动物。北部牛群的数量在20世纪90年代中期开始就大幅度下挫，这主要是因为狼的猎杀以及加拿大马鹿开始利用更多的森林地区来逃避猎杀带来的影响，同时这也提高了研究人员统计其数量的难度。冬天，北部的牛群会向西迁移到蒙大拿州西南部，南部的牛群则会向南迁移，而加拿大马鹿会迁移至大蒂顿国家公园东南方向的国家马鹿保护区。南部的牛群迁移是除阿拉斯加州以外美国最大规模的哺乳动物迁移行动。
2003年，公园发现了一只雌性猞猁及其幼崽的踪迹并追踪了超过3.2千米远。利用对粪便及其它证据进行化验可以证实其存在，但没有人亲眼看到过。虽然2001年时通过对发现的一些毛发样本进行DNA检测可以证实公园内仍然有其活动，但自1998年开始就没有人再在黄石地区亲眼看到过猞猁。其它不大常见的哺乳动物包括山狮和貂熊，其中山狮估计在园内仅有约25只，而貂熊的具体数量仍然不明。这些罕见且稀有的哺乳动物可以帮助管理人员判断园区内动物栖息地是否得到了妥善保护。
黄石生活有18种鱼类，其中包括黄石山鳟，这种鱼非常受钓鱼爱好者欢迎。自20世纪80年代以来黄石山鳟曾面临过几次威胁，包括涉嫌非法引入黄石湖的湖鱒，这一入侵物种会对体型较小山鳟的生存产生不利影响。虽然美国政府曾于1890年在蛇河流域的肖松尼湖和刘易斯湖放养过湖鳟，但它从未被正式引入黄石河流域。山鳟同时还面临着持续干旱和意外引入的脑粘体虫威胁，这种寄生虫会导致养殖或野生的鲑鱼和鳟鱼发生中枢神经系统疾病（旋转病）。从2001年开始，法律规定黄石地区水域的任何本地鱼种都只允许捉到或钓上后马上予以放生。
黄石还生活有6种爬行动物，如锦龟和草原响尾蛇，以及包括赛温带拟蝗蛙在内的4种两栖动物。
黄石地区一共报告发现过311种鸟类，其中约一半在公园中筑巢。截止1999年，公园内已记录了26对秃鹰的巢穴。这里还记录了极其罕见的美洲鹤，不过其在世界范围内一共有385只，但只有3只生活在落基山脉地区。包括普通潜鸟、丑鸭、鹗、游隼和黑嘴天鹅在内的其它一些鸟类则因为在黄石非常稀有而受到了特别的关注。

## 森林火灾

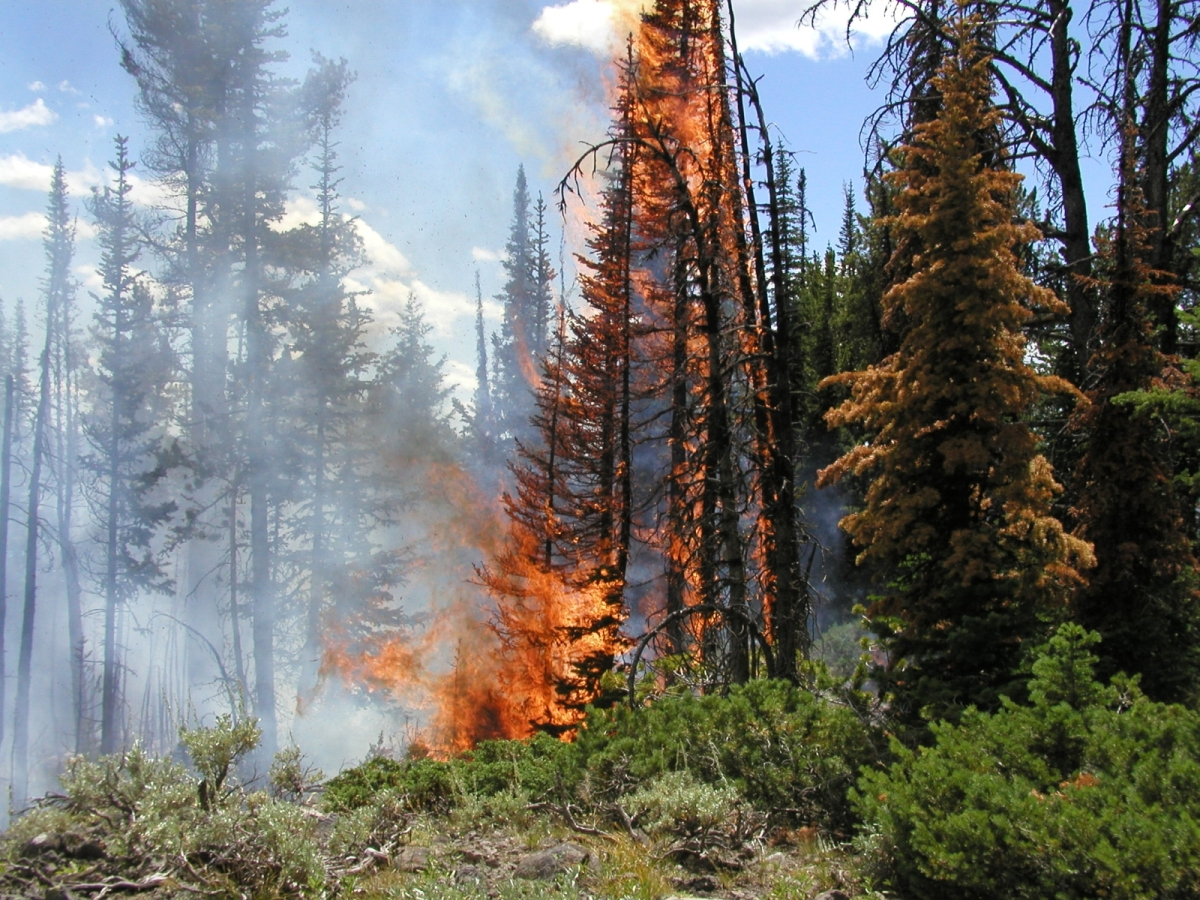
黄石国家公园内的火灾

山火是大多数生态系统的自然组成部分，而黄石发现的植物已经以多种方式适应了其存在。落基山花旗松的树皮很厚，可以保护以内的部分免遭大多数火灾的破坏。公园内最为常见黑松的果实只有在受到火焰加热后才会爆开，里面的种子外包有厚实的树脂，只有以火熔融这些树脂后，种子才会四下散开。火焰烧去已经死亡或倒下的树木，清除了剩余少量黑松蓬勃成长的障碍。高山冷杉、英格曼云杉、白皮松则主要生长在不大可能会有火灾发生的较为寒冷和潮湿的地区。颤杨可以从其根部直接发芽，所以即使火灾严重到烧掉了地面上的树，但经土壤隔热的树根往往能逃过一劫，所以仍然可以继续生存。国家公园管理局估计在自然条件下，黄石的草原平均每20至25年就会被烧掉一次，而公园内的森林则平均每300年就会经历一次大火。大约有35次自然森林火灾是由每年的闪电引起的，另外6至10起则是人为因素导致，其中大部分是意外。黄石国家公园一共有3个由专业消防员组成的救火队，其中一个在没有对公众开放的沃什伯恩山上。公园还会从空中监控火情，并依靠游客报告吸烟和生火行为。
公园消防员在火灾多发季节（6月下旬至9月中旬）会一直有人值班，傍晚和夜里是火势最为猛烈的时候。很少会有大火烧到超过40公顷，绝大多数火灾都只烧到略超过0.4公顷就熄灭了。消防部门重点监测的是已经死亡和倒下的树木数量，土壤和树的水分以及天气因素，来确定哪些地方最容易发生火灾。目前公园的防火政策是禁止一切人为因素造成的火灾，并对自然发生的火灾进行评估以判断其对生态系统是更有利还是更有害。只有在火灾会直接威胁到人类或建筑，以及火势很容易失去控制的情况下才会进行灭火。

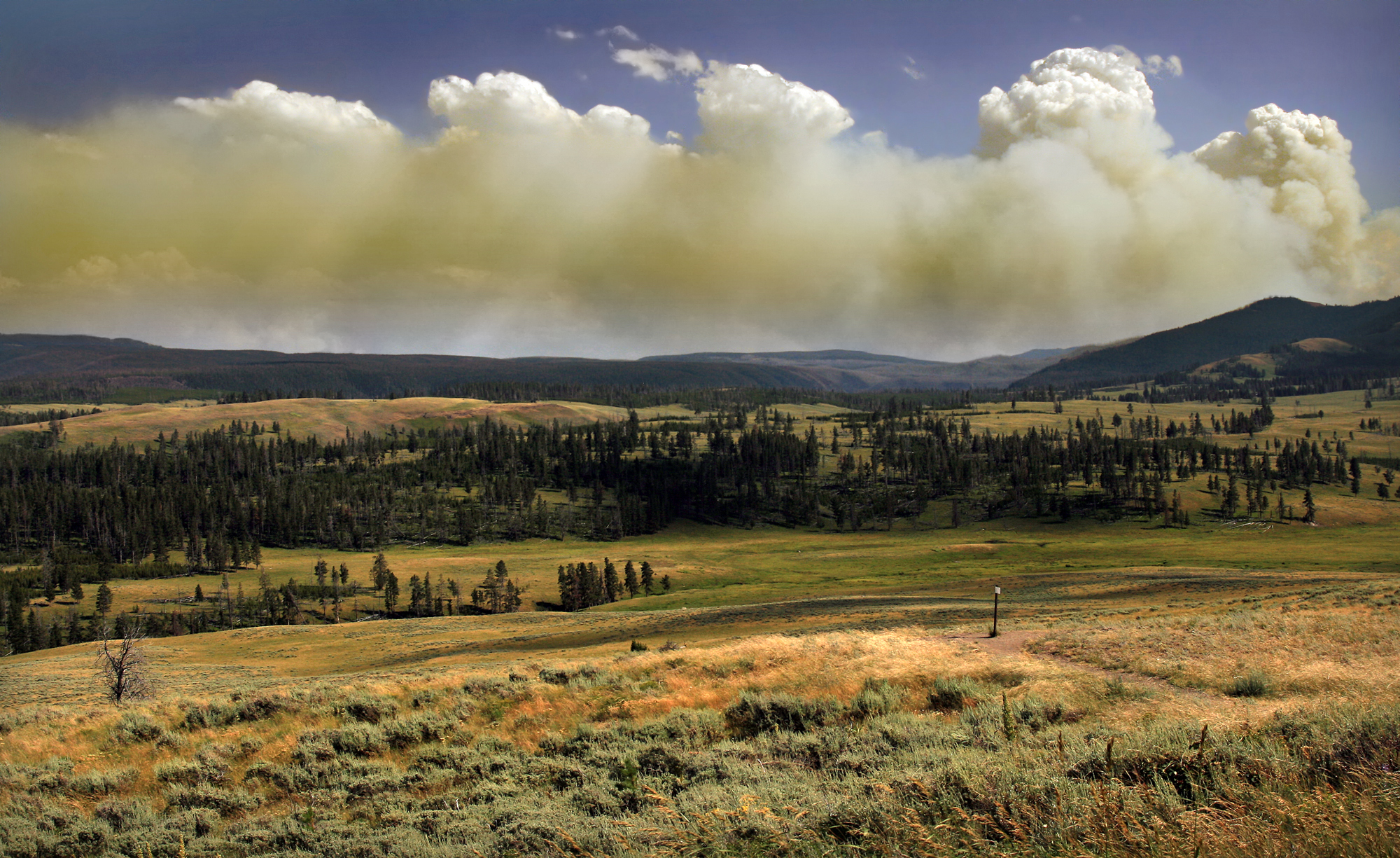
黄石国家公园的山火形成了一片火积云

为了尽可能减少火灾失控及威胁人类和建筑安全的几率，公园的工作人员所做的并不仅仅是监控潜在的火灾，他们还会进行故意将一部分存在火灾隐患死亡树木烧除的可控烧除工作，消防员将对其火势和所需烧除的木材数量进行严格的控制。有时他们还会（在确信不会失控的情况下）放任自然火灾的燃烧。与其它公园不同的是，黄石极少有因员工进行可控烧除而引发的火灾。在过去30年中，有超过300次自然火灾都是任其自然熄灭的，不过消防员会将一些可燃物移除来防止这些火灾对人类及财物构成威胁。消防部门还会利用受控火灾来对公众进行规范教育，让他们了解火灾的危险性。并在火灾高发时节暂时禁止在露营营地生火。美国早期土地管理政策一直认为任何的森林火灾都是有害的，火被视为是一个纯粹的破坏性力量来源，没有多少人明白它是生态系统的自然组成部分。因此在人们对山火的形成有更全面的了解的20世纪70年代以前，所有的火灾都会被努力扑灭。这也让已死亡或接近死亡的树木不断增加，进而导致之后的火灾会变得越来越凶猛甚至完全失去控制。之后制订的火灾管理方案细节中则认为，如果不会对人类的生命和财产构成直接威胁，那么可以放任其进行燃烧直至熄灭。

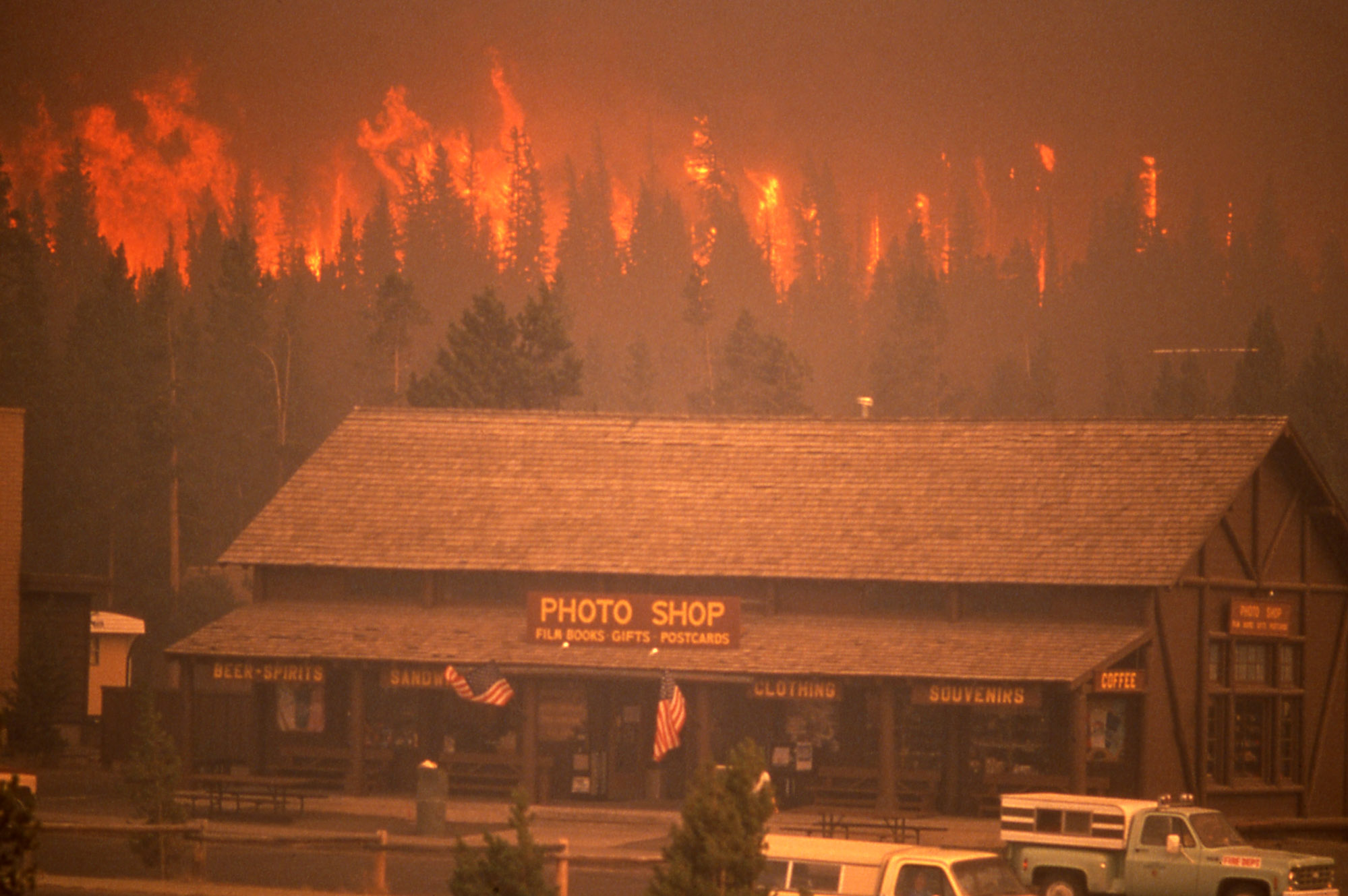
1988年9月7日，火灾接近老忠实酒店

1988年的春天和初夏都比较湿润，但接下来整个落基山脉北部都进入了有纪录以来最为干旱的时期。一开始因水分充足而生长良好的草和树木很快变成了干燥的火种。国家公园管理局开始努力灭火来保持对火情的控制，但是极度的干旱将火势助长到了一个无法抑制的程度。从1988年7月15日至21日，大火迅速在整个黄石地区的约3,400公顷范围中蔓延开来，这其中还包括园区以外的地域，仅公园范围内就有40,000公顷地区受灾。到了月底，大火彻底失控，多处火源引起的大火烧到了一起。1988年8月20日是损失最为惨重的一天，超过61,000公顷的园区被烧毁，在接下来长达两个月的时间里，七处主要大火烧毁了总面积达321,000公顷园地中的95%。共计25,000名消防员和军人投身到了灭火工作中，消防成本约1.2亿美元。等到冬天带来的雪终于帮助扑灭最后的火焰时，整场火灾已经摧毁了67座建筑物，其它直接经济损失数百万美元。虽然没有平民在这一过程中丧生，但仍有两位参与救火工作的人员遇难。
与当时的媒体报导不同的是，因火灾造成公园动物死亡的数量实际上并不多。之后的调查显示一共只有约345只加拿大马鹿（总数量约为4万至5万只），36只鹿，12只驼鹿，6只黑熊和9头野牛丧生。根据从1988年大火中获得的经济教训和来自不同领域专家及科学家的建议，美国境内所有的土地管理机构所实施的消防管理政策都作出了改变。到1992年时，黄石已经通过了一项新的火灾管理方案，其中包含对自然火灾进行严格观测的指导方针。

## 气候

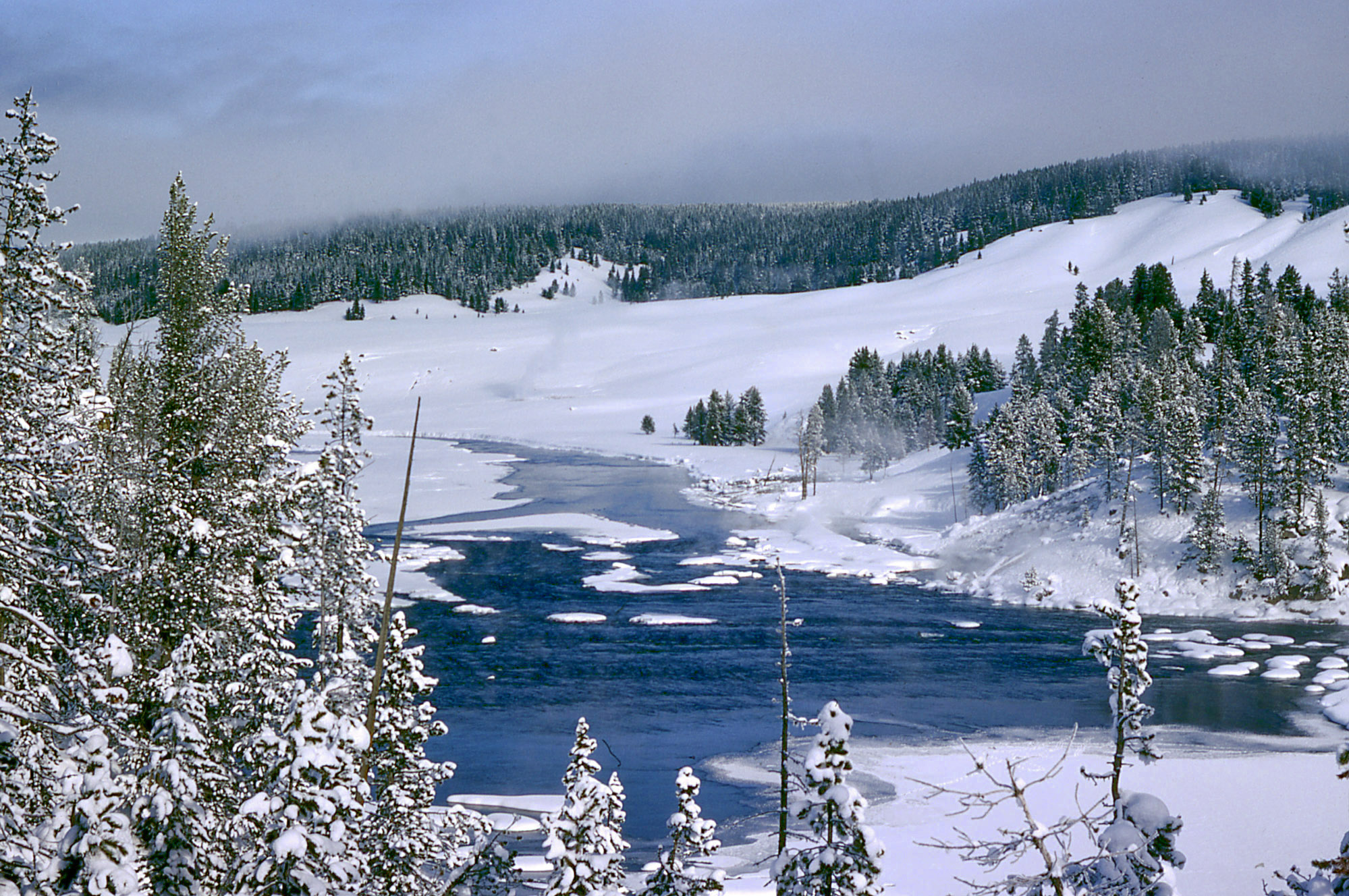
冬天的黄石公园

黄石公园的气候在很大程度上受到其海拔高度的影响，其中海拔较低的地区一年四季都很温暖，最高温度纪录为2002年时达到过37 °C，而最低温度纪录则是1933年的-54 °C。
这里的夏季是6至9月，其日间最高温度通常为21 °C至27 °C之间，但夜间最低温度则有可能会在0 °C左右，特别是在海拔比较高的地方，此外午后还经常会出现雷暴天气。春秋两季白天的温度范围在-1 °C至16 °C，而寒冷的夜晚则有可能降至−5 °C至−20 °C。冬天的黄石公园非常寒冷，整个季节的日间气温通常在−20 °C至−5 °C之间，夜间则将低至−20 °C以下。
黄石公园的降水非常复杂多变，降水量从猛犸温泉附近的每年380毫米到公园西南部的2,000毫米。这里的降水很大程度上是受到西部蛇河平原的湿润气流影响，而这反过来也正是由黄石本身形成的。这里一年中每个月都可能会下雪，每年在黄石湖周围平均会有3,800毫米的降雪量，海拔较高的地区更可达到这一数值的两倍。
黄石公园内很少会有龙卷风，不过1987年7月21日，怀俄明州有纪录以来最强烈的一场龙卷风通过布里杰-提顿国家森林的提顿荒野袭击了黄石国家公园，史称提顿-黄石龙卷风，这场龙卷风为F4级，风速达每小时333至420千米，所过之地留下了一条长39公里，宽1.6到3.2公里的毁灭之路，并将6,100公顷的成熟松林夷为平地。
| 黄石湖，海拔2399米                   | 黄石湖，海拔2399米 | 黄石湖，海拔2399米 | 黄石湖，海拔2399米 | 黄石湖，海拔2399米 | 黄石湖，海拔2399米 | 黄石湖，海拔2399米 | 黄石湖，海拔2399米 | 黄石湖，海拔2399米 | 黄石湖，海拔2399米 | 黄石湖，海拔2399米 | 黄石湖，海拔2399米 | 黄石湖，海拔2399米 | 黄石湖，海拔2399米 |
| 月份                                 | 1月                | 2月                | 3月                | 4月                | 5月                | 6月                | 7月                | 8月                | 9月                | 10月               | 11月               | 12月               | 全年               |
| ------------------------------------ | ------------------ | ------------------ | ------------------ | ------------------ | ------------------ | ------------------ | ------------------ | ------------------ | ------------------ | ------------------ | ------------------ | ------------------ | ------------------ |
| 历史最高温 °F（°C）                  | 46 (8)             | 56 (13)            | 61 (16)            | 65 (18)            | 78 (26)            | 83 (28)            | 92 (33)            | 91 (33)            | 83 (28)            | 72 (22)            | 63 (17)            | 48 (9)             | 92 (33)            |
| 平均高温 °F（°C）                    | 22.8 (−5.1)        | 28.3 (−2.1)        | 35.2 (1.8)         | 42.2 (5.7)         | 51.0 (10.6)        | 61.1 (16.2)        | 70.4 (21.3)        | 70.4 (21.3)        | 60.3 (15.7)        | 48.2 (9.0)         | 33.1 (0.6)         | 24.8 (−4.0)        | 45.7 (7.6)         |
| 平均低温 °F（°C）                    | −3.1 (−19.5)       | −1.5 (−18.6)       | 4.3 (−15.4)        | 14.6 (−9.7)        | 25.1 (−3.8)        | 32.5 (0.3)         | 37.5 (3.1)         | 36.5 (2.5)         | 28.6 (−1.9)        | 20.9 (−6.2)        | 10.0 (−12.2)       | 1.1 (−17.2)        | 17.2 (−8.2)        |
| 历史最低温 °F（°C）                  | −50 (−46)          | −50 (−46)          | −42 (−41)          | −26 (−32)          | −2 (−19)           | 14 (−10)           | 20 (−7)            | 17 (−8)            | −5 (−21)           | −13 (−25)          | −30 (−34)          | −43 (−42)          | −50 (−46)          |
| 平均降雨量 （mm）                    | 1.91 (49)          | 1.49 (38)          | 1.73 (44)          | 1.48 (38)          | 2.06 (52)          | 2.08 (53)          | 1.66 (42)          | 1.69 (43)          | 1.59 (40)          | 1.32 (34)          | 1.71 (43)          | 1.68 (43)          | 20.40 (518)        |
| 平均降雪量 （cm）                    | 30.9 (78)          | 21.5 (55)          | 26.7 (68)          | 16.3 (41)          | 5.3 (13)           | .8 (2.0)           | 0 (0)              | trace              | 1.4 (3.6)          | 5.7 (14)           | 24.3 (62)          | 25.4 (65)          | 158.3 (402)        |
| 平均降水天数（≥ 0.01 in）            | 17.4               | 13.8               | 14.0               | 10.8               | 12.1               | 13.3               | 10.7               | 10.7               | 9.4                | 7.4                | 12.9               | 15.3               | 147.8              |
| 平均降雪天数（≥ 0.1 in）             | 15.6               | 12.0               | 12.3               | 7.2                | 2.9                | .6                 | 0                  | 0                  | 1.0                | 4.1                | 12.2               | 14.1               | 82.0               |
| 来源1：NOAA (normals, 1971–2000)     |                    |                    |                    |                    |                    |                    |                    |                    |                    |                    |                    |                    |                    |
| 来源2：The Weather Channel (Records) |                    |                    |                    |                    |                    |                    |                    |                    |                    |                    |                    |                    |                    |

| 黄石公园总部，海拔1899米        | 黄石公园总部，海拔1899米 | 黄石公园总部，海拔1899米 | 黄石公园总部，海拔1899米 | 黄石公园总部，海拔1899米 | 黄石公园总部，海拔1899米 | 黄石公园总部，海拔1899米 | 黄石公园总部，海拔1899米 | 黄石公园总部，海拔1899米 | 黄石公园总部，海拔1899米 | 黄石公园总部，海拔1899米 | 黄石公园总部，海拔1899米 | 黄石公园总部，海拔1899米 | 黄石公园总部，海拔1899米 |
| 月份                            | 1月                      | 2月                      | 3月                      | 4月                      | 5月                      | 6月                      | 7月                      | 8月                      | 9月                      | 10月                     | 11月                     | 12月                     | 全年                     |
| ------------------------------- | ------------------------ | ------------------------ | ------------------------ | ------------------------ | ------------------------ | ------------------------ | ------------------------ | ------------------------ | ------------------------ | ------------------------ | ------------------------ | ------------------------ | ------------------------ |
| 平均高温 °F（°C）               | 29.2 (−1.6)              | 34.1 (1.2)               | 40.4 (4.7)               | 48.9 (9.4)               | 58.9 (14.9)              | 69.3 (20.7)              | 78.6 (25.9)              | 77.9 (25.5)              | 66.8 (19.3)              | 53.8 (12.1)              | 37.3 (2.9)               | 29.2 (−1.6)              | 52.0 (11.1)              |
| 平均低温 °F（°C）               | 8.6 (−13.0)              | 11.5 (−11.4)             | 17.7 (−7.9)              | 25.4 (−3.7)              | 33.9 (1.1)               | 41.1 (5.1)               | 46.4 (8.0)               | 45.1 (7.3)               | 35.8 (2.1)               | 27.1 (−2.7)              | 16.9 (−8.4)              | 8.7 (−12.9)              | 26.5 (−3.1)              |
| 平均降雨量 （mm）               | .88 (22)                 | .64 (16)                 | 1.08 (27)                | 1.09 (28)                | 2.01 (51)                | 1.93 (49)                | 1.50 (38)                | 1.44 (37)                | 1.29 (33)                | .95 (24)                 | .94 (24)                 | .79 (20)                 | 14.63 (372)              |
| 平均降雪量 （cm）               | 11.0 (28)                | 9.5 (24)                 | 10.9 (28)                | 6.1 (15)                 | 2.3 (5.8)                | .1 (0.25)                | 0 (0)                    | trace                    | .3 (0.76)                | 3.5 (8.9)                | 9.1 (23)                 | 9.6 (24)                 | 62.4 (158)               |
| 平均降水天数（≥ 0.01 in）       | 10.8                     | 9.0                      | 8.9                      | 9.1                      | 13.0                     | 12.0                     | 10.2                     | 10.1                     | 8.3                      | 7.6                      | 9.1                      | 9.6                      | 117.7                    |
| 平均降雪天数（≥ 0.1 in）        | 8.1                      | 6.0                      | 6.1                      | 3.7                      | 1.1                      | .1                       | 0                        | 0                        | .2                       | 2.1                      | 6.3                      | 6.7                      | 40.4                     |
| 来源：NOAA (normals, 1971–2000) |                          |                          |                          |                          |                          |                          |                          |                          |                          |                          |                          |                          |                          |

## 休闲

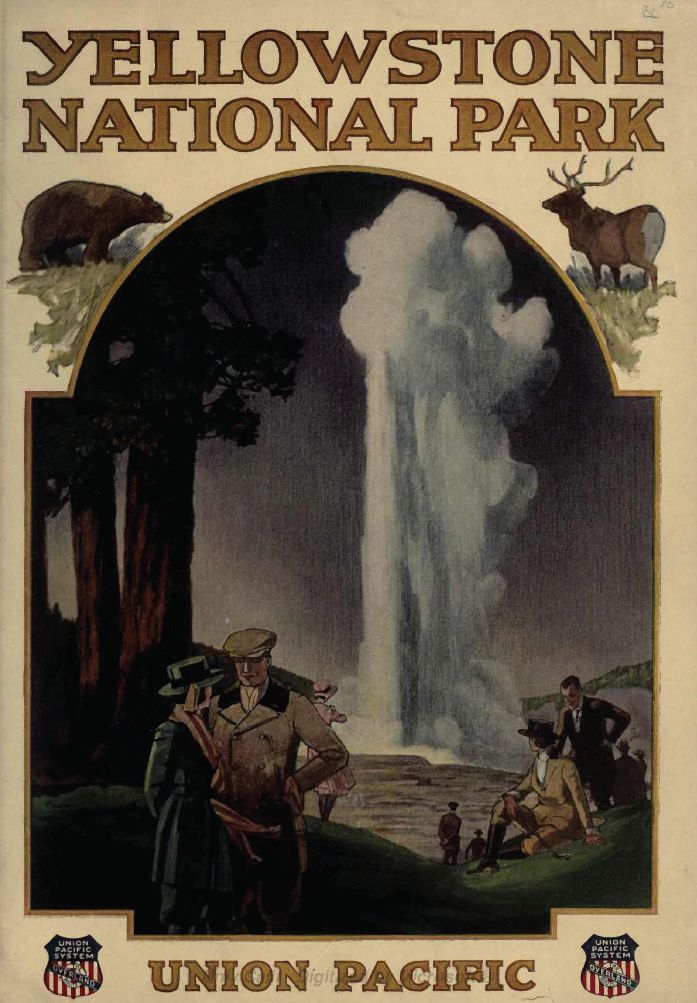
联合太平洋铁路到黄石公园旅游的宣传资料（1921年）

黄石公园是美国最受欢迎的国家公园之一。从1960年代中期开始，每年有至少200万名游客慕名前来
。2010年7月，游客的数量达到创纪录的97万5000人。7月也是黄石国家公园最为忙碌的一个月，在忙碌的夏季，黄石国家公园有3700名雇佣人员经营着9家酒店和旅馆，一共可提供2238个酒间房间或小屋。他们还管理着加油站、商店和大多数营地，另外还有800名长期或季节性雇员提供国家公园服务。
公园的服务道路可以通向主要景点，但部分道路因改造而临时封闭，这里正在进行一个很长期的道路重建工作。冬天，除了从蒙大拿州帕克县进入公园的一条路外，其它各条公路都禁止汽车通行。具体的关闭时间从11月初至次年4月中旬，并且部分道路还会一直持续到5月中旬才对车辆开放。公园中的齐整道路一共有500千米，可以从5个不同的入口进入公园。内部虽然没有提供公共交通工具，但可以联系一些旅游公司获取机动交通服务。
冬天，专营公司会向游客提供雪上摩托车和冰原雪车并配有导游服务，不过人数和活动范围受国家公园管理局规定的配额限制。老忠实间歇泉、大峡谷和猛犸温泉是暑期公园最繁忙的景点，交通可能会因道路建设或有人在对野生动物进行观察等人为因素而拥堵很长时间。

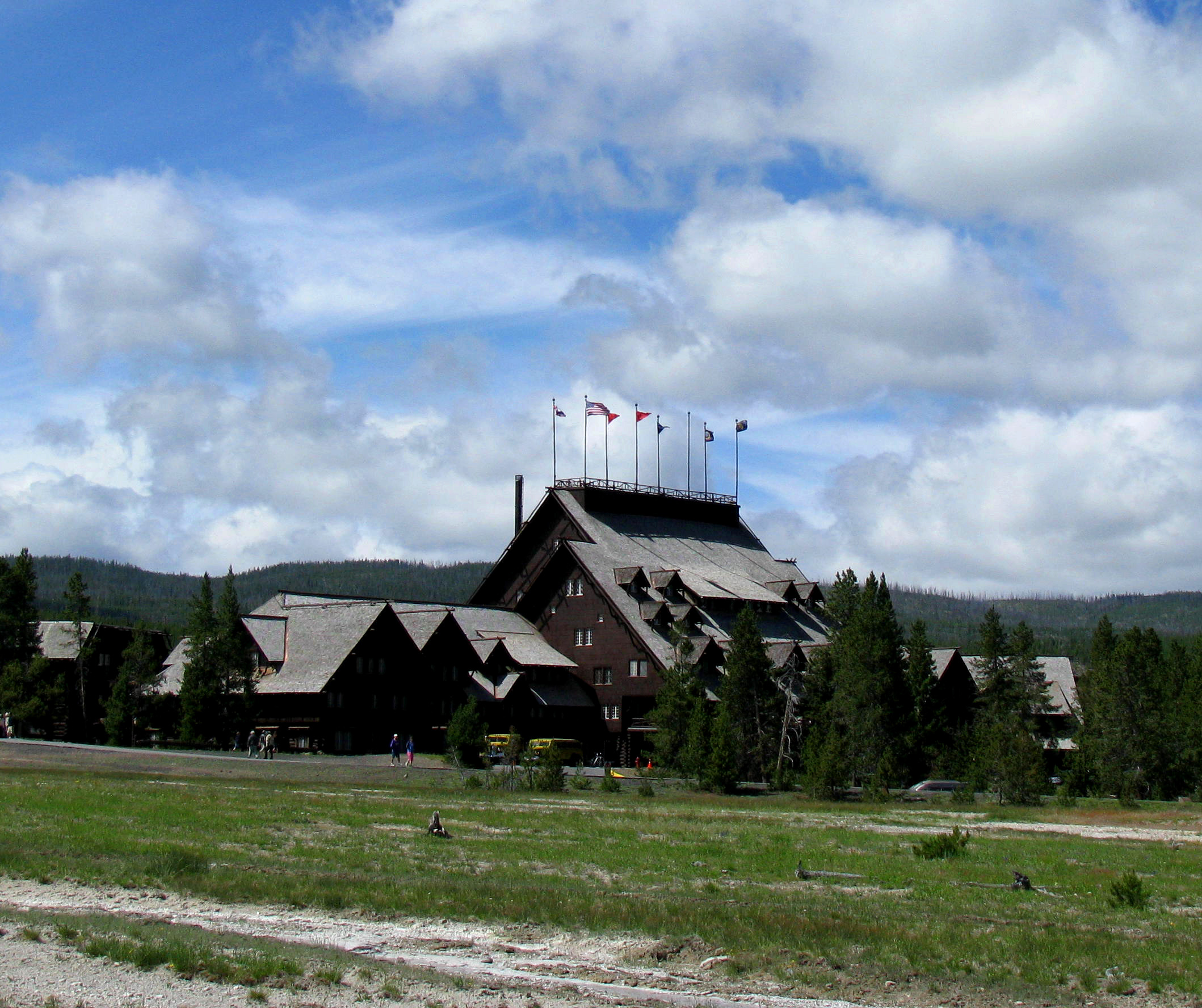
老忠实酒店

国家公园管理局需要维护9个游客中心和博物馆的动作，并负责维护园内的多达2000幢历史或其它建筑。其中包括像1903至1904年建成的老忠实酒店和整个黄石堡-猛犸温泉历史区这类国家公园的地标性建筑。黄石堡还提供介绍公园历史和发展细节的历史和教育之旅。夏季多个地点都会提供篝火晚会节目和导游及其它解说性演示，其他季节也会提供有限的类似服务。
游客可以选择在十二个场地的超过2000个地点或国家森林周边以及南部的大蒂顿国家公园露营。一些边远地区的露营点则只能在得到许可后走路或骑马到达。园内一共有1,800千米的远足路径。不过由于园内的高山大多是由不稳定的火山岩组成，因此黄石并不是一个登山运动的好去处。带有宠物的游客必须一直用皮带拴住它们，并且只可以在距离道路不远或其它不太偏僻的区域如营地之类地区活动。在地热景点周围，公园还配备有以木头铺平的小路以保证游客安全，并且绝大多数景点都可供残障人士访问。国家公园管理局保持猛犸温泉附近的诊所全年运作并随时提供紧急医疗服务。

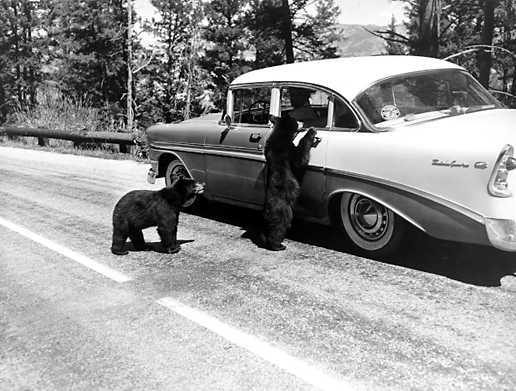
游客甘冒风险喂熊的老照片

公园内不允许打猎，不过开放季节可以在周边国家森林进行。钓鱼是一项很受欢迎的活动，不过需要先获得黄石公园的钓鱼许可。值得注意的是，园内的大多数水域只能采用飞蝇钓，并且所有当地鱼种都只允许捉了就放。除了刘易斯湖和肖松尼湖之间约8千米长的刘易斯河流域外，公园内的其它大小河流都是禁止船只通行的，并且即使是在刘易斯河上也只允许用非机动类的船划行。黄石湖拥有一个游船码头，该湖也是最受欢迎的划船目的地。
公园早期曾允许甚至鼓励游客喂熊，熊学会了求食，而游客也非常乐意得到与熊拍照留念的机会。这导致每一年都发生过多起人员受伤的事件。1970年，公园管理方改变了这一政策，并大力向公众教育与熊亲密接触的危险性，还想方设法让熊无法在露营地、垃圾堆中找到食物。因为在近年来已经很难再观察到熊，所以人员的伤亡事件已经大幅减少，游客们的安全程度得到很大的提高。
黄石公园内其它受到保护的地区包括卡里布-塔伊、加勒廷、卡斯特、肖松尼和布里吉尔-提顿国家森林。美国国家公园管理局修建的小约翰·D·洛克菲勒纪念公园大道可以向南方直通至大蒂顿国家公园。有“美国最美丽的路程”之称的熊牙公路可以从东北方进入公园，沿途还可以欣赏到壮观的高海拔地区风景。公园附近的社区包括蒙大拿州的黄石西、瑞德洛格和加德纳，怀俄明州的科迪以及爱达荷州的阿什顿。距离最近并且有道路通行的机场分别位于蒙大拿州的博兹曼市和比灵斯，怀俄明州的杰克逊和科迪，加上爱达荷州的爱达荷福尔斯。公园以南510千米的盐湖城是距离最近的大型都会区。

## 司法管辖
整个黄石公园都属美国怀俄明联邦地区法院的司法管辖范围，这也让其成为唯一一个管辖领地超过一个州界线的联邦地区法院（怀俄明州、蒙大拿州和爱达荷州）。法学教授布莱恩··科尔特（Brian C. Kalt）曾表示如果有一个人在公园位于爱达荷州内无人居住的地区犯下罪行，可能没有办法按照宪法第六条修正案中的发生地条款来组成一个陪审团进行审判（并且如果是在公园位于蒙大拿州境内的部分也会比较困难，因为那里人口很稀少）。这一争议是在一名被告受到有关在公园蒙大拿州地域犯下与野生动物有关罪行的指控时产生的，他最终被判罪名成立。